# Japán az 1996. évi nyári olimpiai játékokon
Japán az egyesült államokbeli Atlantában megrendezett 1996. évi nyári olimpiai játékok egyik részt vevő nemzete volt. Az országot az olimpián 27 sportágban 307 sportoló képviselte, akik összesen 14 érmet szereztek.

## Érmesek
| Érem  | Versenyző | Sportág       | Versenyszám           |
| ----- | --- | ------------- | --------------------- |
| Arany | Nomura Tadahiro | Cselgáncs     | Férfi légsúly         |
| Arany | Nakamura Kenzó | Cselgáncs     | Férfi könnyűsúly      |
| Arany | Emoto Júko | Cselgáncs     | Női váltósúly         |
| Ezüst | Nemzeti válogatott Fukudome Kószuke Nodzsima Maszahiro Macunaka Nobuhiko Imaoka Makoto Kuvamoto Takao Igucsi Tadahito Szaigó Jaszujuki Ókubo Hideaki Nakamura Daisin Miszava Kóicsi Morinaka Maszao Kimura Dzsútaró Kavamura Takeo Óno Hitosi Mori Maszahiko Szugiura Maszanori Kuroszu Takasi Takabajasi Takajuki Szató Tomoaki Tani Jositomo | Baseball      | Férfi                 |
| Ezüst | Nakamura Jukimasza | Cselgáncs     | Férfi harmatsúly      |
| Ezüst | Koga Tosihiko | Cselgáncs     | Férfi váltósúly       |
| Ezüst | Tamura Rjóko | Cselgáncs     | Női légsúly           |
| Ezüst | Tanabe Jóko | Cselgáncs     | Női félnehézsúly      |
| Ezüst | Sige Jumiko Kinosita Alicia | Vitorlázás    | Női 470-es osztály    |
| Bronz | Arimori Júko | Atlétika      | Női maraton           |
| Bronz | Óta Takuja | Birkózás      | Szabadfogás, 74 kg    |
| Bronz | Szugavara Noriko | Cselgáncs     | Női harmatsúly        |
| Bronz | Dzsumondzsi Takanobu | Kerékpározás  | Férfi egyéni időfutam |
| Bronz | Dzsinbo Rei Fudzsii Raika Fudzsiki Majuko Kavabe Miho Kavasze Akiko Nakadzsima Riho Tacsibana Mija Takahasi Kaori Takeda Miho Tanaka Dzsunko | Szinkronúszás | Csapat                |

## Asztalitenisz
Férfi
| Versenyző                       | Versenyszám | Csoportkör | Csoportkör | Nyolcaddöntő                             | Negyeddöntő                                                    | Elődöntő          | Döntő             | Helyezés |
| Versenyző                       | Versenyszám | Ellenfél Eredmény | Hely.      | Ellenfél Eredmény                        | Ellenfél Eredmény                                              | Ellenfél Eredmény | Ellenfél Eredmény | Helyezés |
| ------------------------------- | ----------- | --- | ---------- | ---------------------------------------- | -------------------------------------------------------------- | ----------------- | ----------------- | -------- |
| Macusita Kódzsi                 | Egyes       | O csoport · Joe Ng (CAN) · 2:0 · Anton Suseno (INA) · 2:0 · Andrzej Grubba (POL) · 2:1                                                                                             | 1.         | Liu Guoliang (CHN) · 18–21, 10–21, 17–21 | kiesett                                                        | kiesett           | kiesett           | 9.       |
| Sibutani Hirosi                 | Egyes       | E csoport · Lou Chűn-szung (Lo Chuen Tsung) (HKG) · 2:0 · Guillermo Muñoz (MEX) · 2:0 · Jörg Roßkopf (GER) · 0:2                                                                   | 2.         | kiesett                                  | kiesett                                                        | kiesett           | kiesett           | 17.      |
| Taszaki Tosio                   | Egyes       | A csoport · Chiang Peng-Lung (TPE) · 0:2 · Kong Linghui (CHN) · 0:2 · Ahmed Mohammed Oszáma (SUD) · 2:0                                                                            | 3.         | kiesett                                  | kiesett                                                        | kiesett           | kiesett           | 33.      |
| Sibutani Hirosi Macusita Kódzsi | Páros       | H csoport · Csehország (CZE) · Josef Plachý · Petr Korbel · 2:0 · Nigéria (NGR) · Segun Toriola · Sule Olaleye · 2:0 · Jugoszlávia (SCG) · Ilija Lupulesku · Slobodan Grujić · 2:0 | 1.         |                                          | Kína (CHN) · Kong Linghui · Liu Guoliang · 15–21, 19–21, 15–21 | kiesett           | kiesett           | 5.       |
| Juzava Rjó Taszaki Tosio        | Páros       | B csoport · Hollandia (NED) · Danny Heister · Trinko Keen · 1:2 · Svédország (SWE) · Jan-Ove Waldner · Jörgen Persson · 1:2 · Chile (CHI) · Augusto Morales · Juan Salamanca · 2:0 | 3.         |                                          | kiesett                                                        | kiesett           | kiesett           | 17.      |

Női
| Versenyző                        | Versenyszám | Csoportkör | Csoportkör | Nyolcaddöntő                                            | Negyeddöntő                                              | Elődöntő          | Döntő             | Helyezés |
| Versenyző                        | Versenyszám | Ellenfél Eredmény | Hely.      | Ellenfél Eredmény                                       | Ellenfél Eredmény                                        | Ellenfél Eredmény | Ellenfél Eredmény | Helyezés |
| -------------------------------- | ----------- | --- | ---------- | ------------------------------------------------------- | -------------------------------------------------------- | ----------------- | ----------------- | -------- |
| Kojama Csire                     | Egyes       | H csoport · Blanca Alejo (DOM) · 2:0 · Jana Dobešová (CZE) · 2:0 · Irina Palina (RUS) · 2:1 | 1.         | Tu Dzsongszil (PRK) · 21–12, 22–20, 16–21, 17–21, 21–16 | Qiao Hong (CHN) · 18–21, 19–21, 16–21                    | kiesett           | kiesett           | 5.       |
| Szató Rika                       | Egyes       | B csoport · Xiao-Ming Wang-Dréchou (FRA) · 2:0 · Mary Musoke (UGA) · 2:0 · Qiao Hong (CHN) · 0:2 | 2.         | kiesett                                                 | kiesett                                                  | kiesett           | kiesett           | 17.      |
| Tódó Taeko                       | Egyes       | G csoport · Boros Tamara (CRO) · 2:0 · Sonia Touati (TUN) · 2:0 · Nicole Struse (GER) · 1:2 | 2.         | kiesett                                                 | kiesett                                                  | kiesett           | kiesett           | 17.      |
| Kojama Csire Tódó Taeko          | Páros       | G csoport · Olaszország (ITA) · Alessia Arisi · Laura Negrisoli · 2:1 · Hollandia (NED) · Gerdie Keen · Mirjam Hooman-Kloppenburg · 2:0 · Németország (GER) · Elke Schall-Wosik · Nicole Struse · 2:1       | 1.         |                                                         | Kína (CHN) · Liu Vej · Qiao Yunping · 9–21, 15–21, 15–21 | kiesett           | kiesett           | 5.       |
| Jamasita-Kaizu Fumijo Szató Rika | Páros       | H csoport · Horvátország (CRO) · Eldijana Aganović · Boros Tamara · 2:0 · Brazília (BRA) · Lyanne Kosaka · Monica Doti · 2:0 · Dél-Korea (KOR) · Kim Mugjo (Kim Mu-gyo) · Pak Kjonge (Park Gyeong-ae) · 0:2 | 2.         |                                                         | kiesett                                                  | kiesett           | kiesett           | 9.       |

## Atlétika
Férfi
| Versenyző                                                              | Versenyszám     | Előfutam | Előfutam | Előfutam | Negyeddöntő | Negyeddöntő | Negyeddöntő | Elődöntő | Elődöntő | Elődöntő | Döntő   | Döntő    |
| Versenyző                                                              | Versenyszám     | Idő      | Hely.    | Össz.    | Idő         | Hely.       | Össz.       | Idő      | Hely.    | Össz.    | Idő     | Helyezés |
| ---------------------------------------------------------------------- | --------------- | -------- | -------- | -------- | ----------- | ----------- | ----------- | -------- | -------- | -------- | ------- | -------- |
| Aszahara Nobuharu                                                      | 100 m           | 10,28    | 2.       | 18.      | 10,19       | 2.          | 14.         | 10,16    | 5.       | 10.**    | kiesett | kiesett  |
| Cucsie Hirojaszu                                                       | 100 m           | 10,58    | 5.       | 66.**    | kiesett     | kiesett     | kiesett     | kiesett  | kiesett  | kiesett  | kiesett | kiesett  |
| Itó Kódzsi                                                             | 200 m           | 20,56    | 1.       | 11.      | 20,47       | 2.          | 7.*         | 20,45    | 6.       | 9.       | kiesett | kiesett  |
| Mazuka Takahiro                                                        | 200 m           | 21,13    | 7.       | 60.      | kiesett     | kiesett     | kiesett     | kiesett  | kiesett  | kiesett  | kiesett | kiesett  |
| Ómori Sigekazu                                                         | 400 m           | 46,30    | 4.       | 35.*     | kiesett     | kiesett     | kiesett     | kiesett  | kiesett  | kiesett  | kiesett | kiesett  |
| Takaoka Tosinari                                                       | 10 000 m        | 28:38,18 | 12.      | 23.      |             |             |             |          |          |          | kiesett | kiesett  |
| Hanada Kacuhiko                                                        | 10 000 m        | 28:52,22 | 13.      | 27.      |             |             |             |          |          |          | kiesett | kiesett  |
| Tanigucsi Hiromi                                                       | Maraton         |          |          |          |             |             |             |          |          |          | 2:17:26 | 19.      |
| Ója Maszaki                                                            | Maraton         |          |          |          |             |             |             |          |          |          | 2:22:13 | 54.      |
| Dzsicui Kendzsiró                                                      | Maraton         |          |          |          |             |             |             |          |          |          | 2:33:27 | 93.      |
| Jamazaki Kazuhiko                                                      | 400 m gát       | 49,07    | 3.       | 15.      |             |             |             | kiesett  | kiesett  | kiesett  | kiesett | kiesett  |
| Kavamura Hideaki                                                       | 400 m gát       | 49,88    | 4.       | 32.      |             |             |             | kiesett  | kiesett  | kiesett  | kiesett | kiesett  |
| Karube Sundzsi                                                         | 400 m gát       | 48,96    | 5.       | 12.      |             |             |             | kiesett  | kiesett  | kiesett  | kiesett | kiesett  |
| Ikesima Daiszuke                                                       | 20 km gyaloglás |          |          |          |             |             |             |          |          |          | 1:24:54 | 22.      |
| Koszaka Tadahiro                                                       | 50 km gyaloglás |          |          |          |             |             |             |          |          |          | 4:05:57 | 29.      |
| Cucsie Hirojaszu Itó Kódzsi Inoue Szatoru Aszahara Nobuharu            | 4 × 100 m váltó | kizárták | kizárták | kizárták |             |             |             | kiesett  | kiesett  | kiesett  | kiesett | kiesett  |
| Karube Sundzsi Itó Kódzsi Oszakada Dzsun Ómori Sigekazu Tabata Kendzsi | 4 × 400 m váltó | 3:02,82  | 1.       | 9.       |             |             |             | 3:01,92  | 3.       | 6.       | 3:00,76 | 5.       |

| Versenyző          | Versenyszám | Selejtező | Selejtező | Döntő    | Döntő    |
| Versenyző          | Versenyszám | Eredmény  | Helyezés  | Eredmény | Helyezés |
| ------------------ | ----------- | --------- | --------- | -------- | -------- |
| Nomura Tomohiro    | Magasugrás  | 215 cm    | 27.**     | kiesett  | kiesett  |
| Jonekura Terujaszu | Rúdugrás    | 520 cm    | 30.       | kiesett  | kiesett  |
| Aszahara Nobuharu  | Távolugrás  | 746 cm    | 36.*      | kiesett  | kiesett  |

Női
| Versenyző       | Versenyszám     | Előfutam | Előfutam | Előfutam | Negyeddöntő | Negyeddöntő | Negyeddöntő | Elődöntő | Elődöntő | Elődöntő | Döntő    | Döntő    |
| Versenyző       | Versenyszám     | Idő      | Hely.    | Össz.    | Idő         | Hely.       | Össz.       | Idő      | Hely.    | Össz.    | Idő      | Helyezés |
| --------------- | --------------- | -------- | -------- | -------- | ----------- | ----------- | ----------- | -------- | -------- | -------- | -------- | -------- |
| Simizu Micsiko  | 5000 m          | 15:23,56 | 2.       | 12.      |             |             |             |          |          |          | 15:09,05 | 4.       |
| Hirojama Harumi | 5000 m          | 15:50,43 | 11.      | 28.      |             |             |             |          |          |          | kiesett  | kiesett  |
| Icsikava Josiko | 5000 m          | 15:58,90 | 12.      | 35.      |             |             |             |          |          |          | kiesett  | kiesett  |
| Csiba Maszako   | 10 000 m        | 31:37,03 | 4.       | 23.      |             |             |             |          |          |          | 31:20,62 | 5.       |
| Kavakami Júko   | 10 000 m        | 32:31,69 | 5.       | 5.       |             |             |             |          |          |          | 31:23,23 | 7.       |
| Szuzuki Hiromi  | 10 000 m        | 31:54,89 | 7.       | 26.      |             |             |             |          |          |          | 32:43,39 | 16.      |
| Arimori Júko    | Maraton         |          |          |          |             |             |             |          |          |          | 2:28:39  |          |
| Maki Izumi      | Maraton         |          |          |          |             |             |             |          |          |          | 2:32:35  | 12.      |
| Aszari Dzsunko  | Maraton         |          |          |          |             |             |             |          |          |          | 2:34:31  | 17.      |
| Kanazava Yvonne | 100 m gát       | 13,30    | 5.       | 34.      | kiesett     | kiesett     | kiesett     | kiesett  | kiesett  | kiesett  | kiesett  | kiesett  |
| Micumori Juka   | 10 km gyaloglás |          |          |          |             |             |             |          |          |          | kizárták | kizárták |

| Versenyző        | Versenyszám   | Selejtező | Selejtező | Döntő    | Döntő    |
| Versenyző        | Versenyszám   | Eredmény  | Helyezés  | Eredmény | Helyezés |
| ---------------- | ------------- | --------- | --------- | -------- | -------- |
| Mijadzsima Akiko | Gerelyhajítás | 53,98 m   | 29.       | kiesett  | kiesett  |

* - egy másik versenyzővel azonos eredményt ért el

** - két másik versenyzővel azonos eredményt ért el

## Baseball
| Japán férfi baseballcsapat-játékoskeret | Japán férfi baseballcsapat-játékoskeret |
| --- | --- |
| - Fukudome Kószuke - Nodzsima Maszahiro - Macunaka Nobuhiko - Imaoka Makoto - Kuvamoto Takao - Igucsi Tadahito - Szaigó Jaszujuki - Ókubo Hideaki - Nakamura Daisin - Miszava Kóicsi | - Morinaka Maszao - Kimura Dzsútaró - Kavamura Takeo - Óno Hitosi - Mori Maszahiko - Szugiura Maszanori - Kuroszu Takasi - Takabajasi Takajuki - Szató Tomoaki - Tani Jositomo |

### Eredmények
Csoportkör
| Csapat           | M | Gy | V | P+ | P– | Pk  |
| ---------------- | - | -- | - | -- | -- | --- |
| Kuba             | 7 | 7  | 0 | 97 | 49 | +48 |
| Egyesült Államok | 7 | 6  | 1 | 81 | 27 | +54 |
| Japán            | 7 | 4  | 3 | 69 | 45 | +24 |
| Nicaragua        | 7 | 4  | 3 | 44 | 30 | +14 |
| Hollandia        | 7 | 2  | 5 | 32 | 76 | –44 |
| Olaszország      | 7 | 2  | 5 | 33 | 71 | –38 |
| Ausztrália       | 7 | 2  | 5 | 47 | 86 | –39 |
| Dél-Korea        | 7 | 1  | 6 | 40 | 59 | –19 |

| 1996. július 20. |  | Japán (JPN) | 12–2 | Hollandia |  |  |
| 1996. július 20. |  |             |      |           |  |  |

| 1996. július 21. |  | Japán (JPN) | 7–8 | Kuba |  |  |
| 1996. július 21. |  |             |     |      |  |  |

| 1996. július 23. |  | Ausztrália (AUS) | 9–6 | Japán |  |  |
| 1996. július 23. |  |                  |     |       |  |  |

| 1996. július 25. |  | Egyesült Államok (USA) | 15–5 | Japán |  |  |
| 1996. július 25. |  |                        |      |       |  |  |

| 1996. július 27. |  | Japán (JPN) | 13–6 | Nicaragua |  |  |
| 1996. július 27. |  |             |      |           |  |  |

| 1996. július 29. |  | Dél-Korea (KOR) | 4–14 | Japán |  |  |
| 1996. július 29. |  |                 |      |       |  |  |

| 1996. július 30. |  | Olaszország (ITA) | 1–12 | Japán |  |  |
| 1996. július 30. |  |                   |      |       |  |  |

Elődöntő
| 1996. augusztus 1. |  | Japán (JPN) | 11–2 | Egyesült Államok |  |  |
| 1996. augusztus 1. |  |             |      |                  |  |  |

Döntő
| 1996. augusztus 2. |  | Japán (JPN) | 9–13 | Kuba |  |  |
| 1996. augusztus 2. |  |             |      |      |  |  |

| Csapat | Helyezés |
| ------ | -------- |
| Japán  |          |

## Birkózás
Kötöttfogású
| Versenyző         | Versenyszám | 32-es főtábla                         | Nyolcaddöntő              | Negyeddöntő       | Elődöntő          | Vigaszág 2. kör              | Vigaszág 3. kör                | Vigaszág 4. kör                  | Vigaszág 5. kör              | Vigaszág 6. kör   | Bronz- mérkőzés                                  | Döntő             | Helyezés |
| Versenyző         | Versenyszám | Ellenfél Eredmény                     | Ellenfél Eredmény         | Ellenfél Eredmény | Ellenfél Eredmény | Ellenfél Eredmény            | Ellenfél Eredmény              | Ellenfél Eredmény                | Ellenfél Eredmény            | Ellenfél Eredmény | Ellenfél Eredmény                                | Ellenfél Eredmény | Helyezés |
| ----------------- | ----------- | ------------------------------------- | ------------------------- | ----------------- | ----------------- | ---------------------------- | ------------------------------ | -------------------------------- | ---------------------------- | ----------------- | ------------------------------------------------ | ----------------- | -------- |
| Kado Hirosi       | 48 kg       | Zafar Gulijev (RUS) · 2–3             |                           |                   |                   | Enrique Aguilar (MEX) · 10–0 | Piotr Jabłoński (POL) · 9–1    | Francesco Costantino (ITA) · 4–0 | Kang Jonggjun (PRK) · 0–11   |                   | A 7. helyért · Joánisz Angakadzanian (GRE) · 1–0 |                   | 7.       |
| Nisimi Kenkicsi   | 57 kg       | Pak Cshiho (Park Chi-Ho) (KOR) · 6–17 |                           |                   |                   | Şeref Eroğlu (TUR) · 8–7     | Armando Fernández (MEX) · 12–0 | Szarkisz Elngian (GRE) · 2–4     |                              |                   | A 7. helyért · Szarkisz Elngian (GRE) · 4–5      |                   | 8.       |
| Mijake Jaszusi    | 68 kg       | Anders Magnusson (SWE) · 4–2          | Ghani Yalouz (FRA) · 0–10 |                   |                   |                              | erőnyerő                       | Valeri Nikitin (EST) · 0–6       | kiesett                      | kiesett           | kiesett                                          |                   | 16.      |
| Katajama Takamicu | 74 kg       | Youssef Bouguerra (ALG) · 13–2        |                           |                   |                   | Marko Asell (FIN) · 2–4      | Erik Hahn (GER) · 2–5          | kiesett                          | kiesett                      | kiesett           | kiesett                                          |                   | 8.       |
| Nonomura Takasi   | 100 kg      | Mikael Ljungberg (SWE) · 0–10         |                           |                   |                   | Mohamed Basri (MAR) · 10–0   | Emilio Suárez (VEN) · 3–0      | Todor Manov (BUL) · 0–2          | kiesett                      | kiesett           | kiesett                                          |                   | 9.       |
| Szuzuki Kenicsi   | 130 kg      | Kékes György (HUN) · 0–3              |                           |                   |                   | erőnyerő                     | Omrane Ayari (TUN) · 4–3       | Raul Dgvoreli (TJK) · 8–0        | Serghei Mureico (MDA) · 0–11 |                   | A 7. helyért · Tomas Johansson (SWE) · 0–8       |                   | 8.       |

Szabadfogású
| Versenyző         | Versenyszám | 32-es főtábla                  | Nyolcaddöntő                              | Negyeddöntő                               | Elődöntő          | Vigaszág 2. kör         | Vigaszág 3. kör               | Vigaszág 4. kör               | Vigaszág 5. kör           | Vigaszág 6. kör             | Bronz- mérkőzés              | Döntő             | Helyezés |
| Versenyző         | Versenyszám | Ellenfél Eredmény              | Ellenfél Eredmény                         | Ellenfél Eredmény                         | Ellenfél Eredmény | Ellenfél Eredmény       | Ellenfél Eredmény             | Ellenfél Eredmény             | Ellenfél Eredmény         | Ellenfél Eredmény           | Ellenfél Eredmény            | Ellenfél Eredmény | Helyezés |
| ----------------- | ----------- | ------------------------------ | ----------------------------------------- | ----------------------------------------- | ----------------- | ----------------------- | ----------------------------- | ----------------------------- | ------------------------- | --------------------------- | ---------------------------- | ----------------- | -------- |
| Szaszajama Hideo  | 52 kg       | Roman Kollar (SVK) · 6–0       | Namiq Abdullayev (AZE) · 0–11             |                                           |                   |                         | David Legrand (FRA) · 12–5    | Metin Topaktaş (TUR) · 1–5    | kiesett                   | kiesett                     | kiesett                      |                   | 9.       |
| Abe Sonny         | 57 kg       | Bogdan Ciufulescu (ROU) · 10–0 | Kendall Cross (USA) · 2–4                 |                                           |                   |                         | Szerafim Barzakov (BUL) · 5–3 | Aljakszandr Huzav (BLR) · 5–6 | kiesett                   | kiesett                     | kiesett                      |                   | 9.       |
| Vada Takahiro     | 62 kg       | Şerban Mumjiev (ROU) · 11–0    | Ramil Islamov (UZB) · 3–2                 | Giovanni Schillaci (ITA) · 3–4            |                   |                         |                               | Szjarhej Szmal (BLR) · 3–0    | Marty Calder (CAN) · 7–3  | Magomed Azizov (RUS) · 10–0 | Elbrusz Tedejev (UKR) · 1–3  |                   | 4.       |
| Óta Takuja        | 74 kg       | Felipe Guzmán (MEX) · 11–0     | Ihar Kozir (BLR) · 4–1                    | Pak Csangszun (Park Jang-Sun) (KOR) · 0–5 |                   |                         |                               | Valerij Verhusin (MKD) · 7–0  | Victor Peicov (MDA) · 5–4 | Kenny Monday (USA) · 4–2    | Plamen Paszkalev (BUL) · 5–3 |                   |          |
| Jokojama Hidekazu | 82 kg       | Nicolae Ghiţă (ROU) · 9–1      | Jang Hjongmo (Yang Hyeong-Mo) (KOR) · 2–4 |                                           |                   |                         | Sebahattin Öztürk (TUR) · 1–7 | kiesett                       | kiesett                   | kiesett                     | kiesett                      |                   | 11.      |
| Kavai Tacuo       | 90 kg       | Jozef Lohyňa (SVK) · 0–5       |                                           |                                           |                   | Bacsa Péter (HUN) · 2–5 | kiesett                       | kiesett                       | kiesett                   | kiesett                     | kiesett                      |                   | 19.      |

## Cselgáncs
Férfi
| Versenyző          | Versenyszám  | Selejtező         | 32-es főtábla                 | Nyolcaddöntő                        | Negyeddöntő                 | Elődöntő                             | Vigaszág első kör            | Vigaszág negyeddöntő     | Vigaszág elődöntő       | Bronz- mérkőzés         | Döntő                                    | Helyezés |
| Versenyző          | Versenyszám  | Ellenfél Eredmény | Ellenfél Eredmény             | Ellenfél Eredmény                   | Ellenfél Eredmény           | Ellenfél Eredmény                    | Ellenfél Eredmény            | Ellenfél Eredmény        | Ellenfél Eredmény       | Ellenfél Eredmény       | Ellenfél Eredmény                        | Helyezés |
| ------------------ | ------------ | ----------------- | ----------------------------- | ----------------------------------- | --------------------------- | ------------------------------------ | ---------------------------- | ------------------------ | ----------------------- | ----------------------- | ---------------------------------------- | -------- |
| Nomura Tadahiro    | Légsúly      | erőnyerő          | Leonardo Carcamo (HON) · GY   | Nyikolaj Ozsegin (RUS) · GY         | Amar Meridja (ALG) · GY     | Dorjpalamyn Narmandakh (MGL) · GY    |                              |                          |                         |                         | Girolamo Giovinazzo (ITA) · GY           |          |
| Nakamura Jukimasza | Harmatsúly   | erőnyerő          | Iszlam Macijev (RUS) · GY     | Pürevdorjiin Nyamlkhagva (MGL) · GY | Ivan Netov (BUL) · GY       | Csák József (HUN) · GY               |                              |                          |                         |                         | Udo Quellmalz (GER) · V                  |          |
| Nakamura Kenzó     | Könnyűsúly   | erőnyerő          | Thomas Schleicher (AUT) · GY  | Abdel Hakim Harkat (ALG) · GY       | Martin Schmidt (GER) · GY   | Khaliuny Boldbaatar (MGL) · GY       |                              |                          |                         |                         | Kvak Teszong (Gwak Dae-Seong) (KOR) · GY |          |
| Koga Tosihiko      | Váltósúly    | erőnyerő          | Lo Yu-Wei (TPE) · GY          | Bronisław Wołkowicz (POL) · GY      | Flávio Canto (BRA) · GY     | Cso Incshol (Jo In-Cheol) (KOR) · GY |                              |                          |                         |                         | Djamel Bouras (FRA) · V                  |          |
| Josida Hidehiko    | Középsúly    | erőnyerő          | Adrian Croitoru (ROU) · V     |                                     |                             |                                      | Ruszlan Masurenko (UKR) · GY | Darcel Yandzi (FRA) · GY | Oleg Malcev (RUS) · GY  | Marko Spittka (GER) · V |                                          | 5.       |
| Nakamura Josio     | Félnehézsúly | erőnyerő          | erőnyerő                      | Mevlud Lobzhanidze (GEO) · GY       | Stéphane Traineau (FRA) · V |                                      |                              | Daniel Gowing (NZL) · GY | Ben Sonnemans (NED) · V | kiesett                 |                                          | 7.       |
| Ogava Naoja        | Nehézsúly    | erőnyerő          | Arnulfo Betancourt (NCA) · GY | Harálambosz Papaioánu (GRE) · GY    | Rafał Kubacki (POL) · GY    | David Douillet (FRA) · V             |                              |                          |                         | Frank Möller (GER) · V  |                                          | 5.       |

Női
| Versenyző        | Versenyszám  | Selejtező                        | Nyolcaddöntő                       | Negyeddöntő                                | Elődöntő                  | Vigaszág első kör | Vigaszág negyeddöntő           | Vigaszág elődöntő           | Bronz- mérkőzés          | Döntő                        | Helyezés |
| Versenyző        | Versenyszám  | Ellenfél Eredmény                | Ellenfél Eredmény                  | Ellenfél Eredmény                          | Ellenfél Eredmény         | Ellenfél Eredmény | Ellenfél Eredmény              | Ellenfél Eredmény           | Ellenfél Eredmény        | Ellenfél Eredmény            | Helyezés |
| ---------------- | ------------ | -------------------------------- | ---------------------------------- | ------------------------------------------ | ------------------------- | ----------------- | ------------------------------ | --------------------------- | ------------------------ | ---------------------------- | -------- |
| Tamura Rjóko     | Légsúly      | Taccjana Maszkvina (BLR) · GY    | Dora Maldonado (HON) · GY          | Giovanna Tortora (ITA) · GY                | Amarilys Savón (CUB) · GY |                   |                                |                             |                          | Kje Szunhi (PRK) · V         |          |
| Szugavara Noriko | Harmatsúly   | Wang Jin (CHN) · GY              | Szunith Thakur (IND) · GY          | Legna Verdecia (CUB) · V                   |                           |                   | Alexa von Schwichow (GER) · GY | Carolina Mariani (ARG) · GY | Larysa Krause (POL) · GY |                              |          |
| Mizogucsi Noriko | Könnyűsúly   | Ursula Myrén (SWE) · GY          | Marie-Josée Morneau (CAN) · GY     | Csong Szonjong (Jeong Seon-Yong) (KOR) · V |                           |                   | Marisabel Lomba (BEL) · V      | kiesett                     | kiesett                  |                              | 9.       |
| Emoto Júko       | Váltósúly    | Tatyjana Bogomjagkova (RUS) · GY | Cathérine Fleury-Vachon (FRA) · GY | Yael Arad (ISR) · GY                       | Jenny Gal (NED) · GY      |                   |                                |                             |                          | Gella Vandecaveye (BEL) · GY |          |
| Kazumi Risza     | Középsúly    | Radka Štusáková (CZE) · GY       | Wu Mei-Ling (TPE) · V              | kiesett                                    | kiesett                   |                   |                                |                             |                          |                              | 14.      |
| Tanabe Jóko      | Félnehézsúly | erőnyerő                         | Hannah Ertel (GER) · GY            | Kate Howey (GBR) · GY                      | Estha Essombe (FRA) · GY  |                   |                                |                             |                          | Ulla Werbrouck (BEL) · V     |          |
| Anno Noriko      | Nehézsúly    | Edinanci da Silva (BRA) · V      | kiesett                            | kiesett                                    | kiesett                   |                   |                                |                             |                          |                              | 18.      |

## Evezés
Férfi
| Versenyző                                                           | Versenyszám                          | Előfutam | Előfutam | Vigaszág | Vigaszág | Elődöntő | Elődöntő | Elődöntő | Döntő | Döntő   | Döntő | Helyezés |
| Versenyző                                                           | Versenyszám                          | Idő      | Hely.    | Idő      | Hely.    | Típus    | Idő      | Hely.    | Típus | Idő     | Hely. | Helyezés |
| ------------------------------------------------------------------- | ------------------------------------ | -------- | -------- | -------- | -------- | -------- | -------- | -------- | ----- | ------- | ----- | -------- |
| Takeda Daiszaku                                                     | Egypárevezős                         | 7:56,93  | 6.       | 7:59,77  | 5.       | C/D      | 7:32,63  | 4.       | D     | 7:45,23 | 2.    | 20.      |
| Kodama Takesi Kurata Kazuhiko                                       | Kormányos nélküli kettes             | 7:06,56  | 6.       | 7:36,68  | 5.       |          |          |          | C     | 7:21,31 | 6.    | 18.      |
| Obinata Kenicsi Hasze Hitosi                                        | Könnyűsúlyú kétpárevezős             | 6:56,17  | 3.       | 6:24,68  | 4.       | C/D      | 6:45,08  | 2.       | C     | 6:56,13 | 3.    | 15.      |
| Nakamizo Kacuhiko Tanabe Jaszunori Ivaguro Micsinori Mimoto Kazuaki | Könnyűsúlyú kormányos nélküli négyes | 6:30,16  | 5.       | 6:06,77  | 4.       |          |          |          | C     | 6:28,60 | 4.    | 16.      |

Női
| Versenyző                  | Versenyszám              | Előfutam | Előfutam | Vigaszág | Vigaszág | Elődöntő | Elődöntő | Elődöntő | Döntő | Döntő   | Döntő | Helyezés |
| Versenyző                  | Versenyszám              | Idő      | Hely.    | Idő      | Hely.    | Típus    | Idő      | Hely.    | Típus | Idő     | Hely. | Helyezés |
| -------------------------- | ------------------------ | -------- | -------- | -------- | -------- | -------- | -------- | -------- | ----- | ------- | ----- | -------- |
| Josida Ajako Sibuta Noriko | Könnyűsúlyú kétpárevezős | 7:55,99  | 5.       | 7:15,61  | 4.       |          |          |          | C     | 7:44,81 | 1.    | 13.      |

## Íjászat
Férfi
| Versenyző         | Versenyszám | Selejtező | Selejtező | 64-es főtábla                         | 32-es főtábla                          | Nyolcaddöntő      | Negyeddöntő       | Elődöntő          | Döntő             | Helyezés |
| Versenyző         | Versenyszám | Pont      | Kiemelt   | Ellenfél Eredmény                     | Ellenfél Eredmény                      | Ellenfél Eredmény | Ellenfél Eredmény | Ellenfél Eredmény | Ellenfél Eredmény | Helyezés |
| ----------------- | ----------- | --------- | --------- | ------------------------------------- | -------------------------------------- | ----------------- | ----------------- | ----------------- | ----------------- | -------- |
| Jamamoto Hirosi   | Egyéni      | 665       | 13.       | Adolfo González (MEX) (52.) · 155–154 | Lionel Torrés (FRA) (45.) · 163–164    | kiesett           | kiesett           | kiesett           | kiesett           | 19.      |
| Macusita Takajosi | Egyéni      | 657       | 25.       | Göran Bjerendal (SWE) (40.) · 163–162 | Hsieh Sheng-Feng (TPE) (57.) · 156–157 | kiesett           | kiesett           | kiesett           | kiesett           | 27.      |

Női
| Versenyző                           | Versenyszám | Selejtező | Selejtező | 64-es főtábla                              | 32-es főtábla                                 | Nyolcaddöntő                                                       | Negyeddöntő       | Elődöntő          | Döntő             | Helyezés |
| Versenyző                           | Versenyszám | Pont      | Kiemelt   | Ellenfél Eredmény                          | Ellenfél Eredmény                             | Ellenfél Eredmény                                                  | Ellenfél Eredmény | Ellenfél Eredmény | Ellenfél Eredmény | Helyezés |
| ----------------------------------- | ----------- | --------- | --------- | ------------------------------------------ | --------------------------------------------- | ------------------------------------------------------------------ | ----------------- | ----------------- | ----------------- | -------- |
| Kodama Kinue                        | Egyéni      | 613       | 52.       | Mahluhanum Murzajeva (RUS) (13.) · 159–147 | Margarita Galinovszkaja (RUS) (20.) · 151–155 | kiesett                                                            | kiesett           | kiesett           | kiesett           | 24.      |
| Óucsi Ai                            | Egyéni      | 631       | 43.       | Jenny Sjöwall (SWE) (22.) · 152–152        | kiesett                                       | kiesett                                                            | kiesett           | kiesett           | kiesett           | 41.      |
| Koide Miszato                       | Egyéni      | 583       | 58.       | Natalia Valeeva (MDA) (7.) · 141–159       | kiesett                                       | kiesett                                                            | kiesett           | kiesett           | kiesett           | 56.      |
| Kodama Kinue Koide Miszato Óucsi Ai | Csapat      | 613       | 14.       |                                            |                                               | Kína (CHN) · He Ying · Wang Xiaozhu · Yang Jianping (3.) · 217–222 | kiesett           | kiesett           | kiesett           | 14.      |

## Kajak-kenu

### Síkvízi
Női
| Versenyző                                               | Versenyszám        | Előfutam | Előfutam | Előfutam | Vigaszág | Vigaszág | Vigaszág | Elődöntő | Elődöntő | Elődöntő | Döntő   | Döntő    |
| Versenyző                                               | Versenyszám        | Idő      | Hely.    | Össz.    | Idő      | Hely.    | Össz.    | Idő      | Hely.    | Össz.    | Idő     | Helyezés |
| ------------------------------------------------------- | ------------------ | -------- | -------- | -------- | -------- | -------- | -------- | -------- | -------- | -------- | ------- | -------- |
| Marujama Szajuri                                        | Kajak egyes 500 m  | 1:58,160 | 4.       | 14.      | 2:04,829 | 1.       | 7.       | 1:54,943 | 8.       | 14.      | kiesett | kiesett  |
| Akagi Csieko Vatanabe Aszako                            | Kajak kettes 500 m | 1:52,109 | 6.       | 20.      | 1:57,944 | 6.       | 11.      | kiesett  | kiesett  | kiesett  | kiesett | kiesett  |
| Marujama Szajuri Mutó Keiko Nisi Nacuki Vatanabe Aszako | Kajak négyes 500 m | 1:49,505 | 8.       | 16.      |          |          |          | 1:45,996 | 6.       | 12.      | kiesett | kiesett  |

### Szlalom
| Versenyző         | Versenyszám       | Döntő    | Döntő    | Döntő    | Döntő    | Döntő         | Döntő         |
| Versenyző         | Versenyszám       | 1. futam | 1. futam | 2. futam | 2. futam | Jobb eredmény | Jobb eredmény |
| Versenyző         | Versenyszám       | Pont     | Hely.    | Pont     | Hely.    | Pont          | Helyezés      |
| ----------------- | ----------------- | -------- | -------- | -------- | -------- | ------------- | ------------- |
| Fudzsino Cujosi   | Férfi kajak egyes | 167,26   | 27.      | 167,94   | 26.      | 167,26        | 36.           |
| Mocsida Maszanari | Férfi kenu egyes  | 180,45   | 19.      | 215,69   | 22.      | 180,45        | 22.           |
| Kobajasi Hiroko   | Női kajak egyes   | 183,66   | 7.       | 191,01   | 14.      | 183,66        | 17.           |

## Kerékpározás

### Hegyi-kerékpározás
| Versenyző       | Versenyszám        | Idő                | Helyezés |
| --------------- | ------------------ | ------------------ | -------- |
| Miura Kijosi    | Férfi terepverseny | 2:45:03 (+0:27:25) | 26.      |
| Tanikava Kanako | Női terepverseny   | 2:05:44 (+0:14:53) | 23.      |

### Országúti kerékpározás
Férfi
| Versenyző       | Versenyszám   | Idő           | Helyezés      |
| --------------- | ------------- | ------------- | ------------- |
| Szumida Oszamu  | Mezőnyverseny | nem ért célba | nem ért célba |
| Manabe Kazujuki | Mezőnyverseny | nem ért célba | nem ért célba |

### Pálya-kerékpározás
Sprintversenyek
| Versenyző         | Versenyszám  | Selejtező | Selejtező | 1. forduló                 | Vigaszág                              | Vigaszág | 2. forduló           | Vigaszág               | Vigaszág | Nyolcaddöntő         | Vigaszág               | Vigaszág | Negyeddöntő          | 5–8. helyért           | 5–8. helyért | Elődöntő             | Döntő                | Helyezés |
| Versenyző         | Versenyszám  | Idő       | Hely.     | Ellenfél Győztes idő       | Ellenfelek Győztes idő                | Hely.    | Ellenfél Győztes idő | Ellenfelek Győztes idő | Hely.    | Ellenfél Győztes idő | Ellenfelek Győztes idő | Hely.    | Ellenfél Győztes idő | Ellenfelek Győztes idő | Hely.        | Ellenfél Győztes idő | Ellenfél Győztes idő | Helyezés |
| ----------------- | ------------ | --------- | --------- | -------------------------- | ------------------------------------- | -------- | -------------------- | ---------------------- | -------- | -------------------- | ---------------------- | -------- | -------------------- | ---------------------- | ------------ | -------------------- | -------------------- | -------- |
| Kamijama Júicsiró | Férfi egyéni | 10,772    | 19.       | Darryn Hill (AUS) · 11,192 | Lámbrosz Vaszilópulosz (GRE) · 11,060 | 2.       | kiesett              | kiesett                | kiesett  | kiesett              | kiesett                | kiesett  | kiesett              | kiesett                | kiesett      | kiesett              | kiesett              | kiesett  |

Időfutam
| Név                  | Versenyszám  | Idő      | Helyezés |
| -------------------- | ------------ | -------- | -------- |
| Dzsumondzsi Takanobu | Férfi egyéni | 1:03,261 |          |

Üldözőversenyek
| Versenyző       | Versenyszám | Selejtező | Selejtező | Negyeddöntő  | Negyeddöntő | Elődöntő     | Elődöntő  | Döntő        | Döntő     | Helyezés |
| Versenyző       | Versenyszám | Idő       | Hely.     | Ellenfél Idő | Saját idő   | Ellenfél Idő | Saját idő | Ellenfél Idő | Saját idő | Helyezés |
| --------------- | ----------- | --------- | --------- | ------------ | ----------- | ------------ | --------- | ------------ | --------- | -------- |
| Hasimoto Szeiko | Női egyéni  | 3:52,745  | 12.       | kiesett      | kiesett     | kiesett      | kiesett   | kiesett      | kiesett   | 12.      |

Pontversenyek
| Név                 | Versenyszám       | Pont | Körhátrány | Helyezés |
| ------------------- | ----------------- | ---- | ---------- | -------- |
| Jaszuhara Maszahiro | Férfi pontverseny | 2    | -1         | 15.      |
| Hasimoto Szeiko     | Női pontverseny   | 7    | 0          | 9.       |

## Kosárlabda

### Női
| Japán női kosárlabdacsapat-játékoskeret                                                           | Japán női kosárlabdacsapat-játékoskeret                                                           |
| ------------------------------------------------------------------------------------------------- | ------------------------------------------------------------------------------------------------- |
| - Icsidzsó Aki - Murakami Csikako - Ójama Taeko - Hagivara Mikiko - Mikava Kikuko - Jamada Kagari | - Kató Takako - Harada Juka - Okazato Akemi - Kavaszaki Majumi - Nagata Mucuko - Hamagucsi Noriko |

#### Eredmények
Csoportkör
A csoport
| Csapat            | M | Gy | V | P+  | P–  | Pk  | P  |
| ----------------- | - | -- | - | --- | --- | --- | -- |
| Brazília (BRA)    | 5 | 5  | 0 | 424 | 360 | +64 | 10 |
| Oroszország (RUS) | 5 | 4  | 1 | 378 | 342 | +36 | 9  |
| Olaszország (ITA) | 5 | 3  | 2 | 330 | 309 | +21 | 8  |
| Japán (JPN)       | 5 | 2  | 3 | 365 | 396 | –31 | 7  |
| Kína (CHN)        | 5 | 1  | 4 | 347 | 378 | –31 | 6  |
| Kanada (CAN)      | 5 | 0  | 5 | 293 | 352 | –59 | 5  |

| 1996. július 21. | Japán (JPN)         | 63–73     | Oroszország (RUS) | Játékvezetők: Sally Bell (USA), Virun Thongpila (THA) |
| 1996. július 21. | (37–45) Jegyzőkönyv |           |                   | Játékvezetők: Sally Bell (USA), Virun Thongpila (THA) |
| 1996. július 21. | Kató 15             | Pont      | Baranova 21       | Játékvezetők: Sally Bell (USA), Virun Thongpila (THA) |
| 1996. július 21. | Kató 9              | Lepattanó | Baranova 13       | Játékvezetők: Sally Bell (USA), Virun Thongpila (THA) |
| 1996. július 21. | Murakami 6          | Gólpassz  | Szumnyikova 5     | Játékvezetők: Sally Bell (USA), Virun Thongpila (THA) |

| 1996. július 23. | Kína (CHN)                        | 72–75     | Japán (JPN) | Játékvezetők: Pascal Noel Dorizon (FRA), Chikala Kabasele (ZAI) |
| 1996. július 23. | (35–42) Jegyzőkönyv               |           |             | Játékvezetők: Pascal Noel Dorizon (FRA), Chikala Kabasele (ZAI) |
| 1996. július 23. | Cseng Haj-hszia (Zheng Haixia) 31 | Pont      | Hagivara 23 | Játékvezetők: Pascal Noel Dorizon (FRA), Chikala Kabasele (ZAI) |
| 1996. július 23. | Cseng Haj-hszia (Zheng Haixia) 16 | Lepattanó | Kató 10     | Játékvezetők: Pascal Noel Dorizon (FRA), Chikala Kabasele (ZAI) |
| 1996. július 23. | Li Hszin (Li Xin) 6               | Gólpassz  | Murakami 4  | Játékvezetők: Pascal Noel Dorizon (FRA), Chikala Kabasele (ZAI) |

| 1996. július 25. | Brazília (BRA)      | 100–80    | Japán (JPN)        | Atlanta Játékvezetők: Michael Butler (AUS), Miguel Betancor Leon (ESP) |
| 1996. július 25. | (57–46) Jegyzőkönyv |           |                    | Atlanta Játékvezetők: Michael Butler (AUS), Miguel Betancor Leon (ESP) |
| 1996. július 25. | da Silva 25         | Pont      | Icsidzsó 16        | Atlanta Játékvezetők: Michael Butler (AUS), Miguel Betancor Leon (ESP) |
| 1996. július 25. | de Souza Sobral 14  | Lepattanó | Murakami, Nagata 5 | Atlanta Játékvezetők: Michael Butler (AUS), Miguel Betancor Leon (ESP) |
| 1996. július 25. | da Silva 10         | Gólpassz  | Murakami 4         | Atlanta Játékvezetők: Michael Butler (AUS), Miguel Betancor Leon (ESP) |

| 1996. július 27. | Japán (JPN)         | 52–66     | Olaszország (ITA)    | Atlanta Játékvezetők: Robert Barnett (AUS), Juan Figueroa (PUR) |
| 1996. július 27. | (27–30) Jegyzőkönyv |           |                      | Atlanta Játékvezetők: Robert Barnett (AUS), Juan Figueroa (PUR) |
| 1996. július 27. | Murakami 13         | Pont      | Pollini, Arnetoli 13 | Atlanta Játékvezetők: Robert Barnett (AUS), Juan Figueroa (PUR) |
| 1996. július 27. | Icsidzsó 9          | Lepattanó | Fullin 11            | Atlanta Játékvezetők: Robert Barnett (AUS), Juan Figueroa (PUR) |
| 1996. július 27. | Murakami 5          | Gólpassz  | Ballabio, Pollini 3  | Atlanta Játékvezetők: Robert Barnett (AUS), Juan Figueroa (PUR) |

| 1996. július 29. | Kanada (CAN)        | 85–95     | Japán (JPN)          | Atlanta Játékvezetők: Davorin Nakic (CRO), Raul Chaves Sagel (ARG) |
| 1996. július 29. | (45–41) Jegyzőkönyv |           |                      | Atlanta Játékvezetők: Davorin Nakic (CRO), Raul Chaves Sagel (ARG) |
| 1996. július 29. | Jerant 15           | Pont      | Mikiko 26            | Atlanta Játékvezetők: Davorin Nakic (CRO), Raul Chaves Sagel (ARG) |
| 1996. július 29. | Norman 10           | Lepattanó | Icsidzsó, Murakami 5 | Atlanta Játékvezetők: Davorin Nakic (CRO), Raul Chaves Sagel (ARG) |
| 1996. július 29. | Evans 4             | Gólpassz  | Murakami, Kató 5     | Atlanta Játékvezetők: Davorin Nakic (CRO), Raul Chaves Sagel (ARG) |

Negyeddöntők
| 1996. július 31. 15:00 | Egyesült Államok (USA) | 108–93    | Japán (JPN)           | Atlanta Játékvezetők: Stylianos Koukoulekidis (GRE), Virun Thongpila (THA) |
| 1996. július 31. 15:00 | (59–44) Jegyzőkönyv    |           |                       | Atlanta Játékvezetők: Stylianos Koukoulekidis (GRE), Virun Thongpila (THA) |
| 1996. július 31. 15:00 | Leslie 35              | Pont      | Icsidzsó, Hagivara 22 | Atlanta Játékvezetők: Stylianos Koukoulekidis (GRE), Virun Thongpila (THA) |
| 1996. július 31. 15:00 | McClain 16             | Lepattanó | Kató 8                | Atlanta Játékvezetők: Stylianos Koukoulekidis (GRE), Virun Thongpila (THA) |
| 1996. július 31. 15:00 | Edwards 12             | Gólpassz  | Murakami 10           | Atlanta Játékvezetők: Stylianos Koukoulekidis (GRE), Virun Thongpila (THA) |

Az 5–8. helyért
| 1996. augusztus 1. 15:00 | Japán (JPN)         | 69–80     | Oroszország (RUS) | Atlanta Játékvezetők: Janice Deakin (CAN), Yi Cui (CHN) |
| 1996. augusztus 1. 15:00 | (34–39) Jegyzőkönyv |           |                   | Atlanta Játékvezetők: Janice Deakin (CAN), Yi Cui (CHN) |
| 1996. augusztus 1. 15:00 | Kató 19             | Pont      | Baranova 37       | Atlanta Játékvezetők: Janice Deakin (CAN), Yi Cui (CHN) |
| 1996. augusztus 1. 15:00 | Icsidzsó 12         | Lepattanó | Baranova 13       | Atlanta Játékvezetők: Janice Deakin (CAN), Yi Cui (CHN) |
| 1996. augusztus 1. 15:00 | Murakami 7          | Gólpassz  | Szumnyikova 14    | Atlanta Játékvezetők: Janice Deakin (CAN), Yi Cui (CHN) |

A 7. helyért
| 1996. augusztus 3. 15:00 | Japán (JPN)           | 81–69     | Olaszország (ITA) | Atlanta Játékvezetők: Yi Cui (CHN), Jose Pelissari (BRA) |
| 1996. augusztus 3. 15:00 | (41–32) Jegyzőkönyv   |           |                   | Atlanta Játékvezetők: Yi Cui (CHN), Jose Pelissari (BRA) |
| 1996. augusztus 3. 15:00 | Hagivara 21           | Pont      | Paparazzo 19      | Atlanta Játékvezetők: Yi Cui (CHN), Jose Pelissari (BRA) |
| 1996. augusztus 3. 15:00 | Hagivara, Hamagucsi 9 | Lepattanó | Pollini 6         | Atlanta Játékvezetők: Yi Cui (CHN), Jose Pelissari (BRA) |
| 1996. augusztus 3. 15:00 | Harada 5              | Gólpassz  | Caselin 5         | Atlanta Játékvezetők: Yi Cui (CHN), Jose Pelissari (BRA) |

| Csapat      | Helyezés |
| ----------- | -------- |
| Japán (JPN) | 7.       |

## Labdarúgás

### Férfi
| Japán férfi labdarúgócsapat-játékoskeret | Japán férfi labdarúgócsapat-játékoskeret                                                                                               |
| --- | --- |
| - Kavagucsi Josikacu - Sirai Hirojuki - Szuzuki Hideto - Hironaga Júdzsi - Tanaka Makoto - Hattori Tosihiro - Maezono Maszakijo - Itó Terujosi - Dzsó Sódzsi | - Endó Akihiro - Morioka Sigeru - Uemura Kenicsi - Macuda Naoki - Nakata Hidetosi - Akiba Tadahiro - Macubara Josika - Micsiki Rjúdzsi |

#### Eredmények
Csoportkör
D csoport
| Csapat             | M | Gy | D | V | Rg | Kg | Gk | P |
| ------------------ | - | -- | - | - | -- | -- | -- | - |
| Brazília (BRA)     | 3 | 2  | 0 | 1 | 4  | 2  | +2 | 6 |
| Nigéria (NGR)      | 3 | 2  | 0 | 1 | 3  | 1  | +2 | 6 |
| Japán (JPN)        | 3 | 2  | 0 | 1 | 4  | 4  | 0  | 6 |
| Magyarország (HUN) | 3 | 0  | 0 | 3 | 3  | 7  | –4 | 0 |

| 1996. július 21. 18:30 |

| Japán (JPN) | 1–0               | Brazília (BRA) |
| ----------- | ----------------- | -------------- |
| Itó 72'     | (0–0) Jegyzőkönyv |                |

| Orange Bowl, Miami Nézőszám: 46 713 Játékvezető: Benito Archundia (mexikói) |

| 1996. július 23. 20:30 |

| Nigéria (NGR)                       | 2–0               | Japán (JPN) |
| ----------------------------------- | ----------------- | ----------- |
| Babangida 82' Okocha 90' (11-esből) | (0–0) Jegyzőkönyv |             |

| Citrus Bowl, Orlando Nézőszám: 22 734 Játékvezető: Pierluigi Collina (olasz) |

| 1996. július 25. 21:00 |

| Japán (JPN)                             | 3–2               | Magyarország (HUN)     |
| --------------------------------------- | ----------------- | ---------------------- |
| Maezono 39' (11-esből) 90+1' Uemura 90' | (1–1) Jegyzőkönyv | Sándor T. 2' Madar 48' |

| Citrus Bowl, Orlando Nézőszám: 20 834 Játékvezető: Lucien Bouchardeau (nigeri) |

| Csapat      | Helyezés |
| ----------- | -------- |
| Japán (JPN) | 9.       |

### Női
| Japán női labdarúgócsapat-játékoskeret                                                                           | Japán női labdarúgócsapat-játékoskeret                                                                                  |
| --- | --- |
| - Ozava Dzsunko - Tómei Jumi - Jamaki Rie - Haneta Maki - Óbe Jumi - Nisina Kae - Szava Homare - Takakura Aszako | - Kioka Futaba - Noda Akemi - Handa Ecuko - Ucsijama Tamaki - Ótake Nami - Kadohara Kaoru - Izumi Mijuki - Onodera Siho |

#### Eredmények
Csoportkör
F csoport
| Csapat            | M | Gy | D | V | Rg | Kg | Gk | P |
| ----------------- | - | -- | - | - | -- | -- | -- | - |
| Norvégia (NOR)    | 3 | 2  | 1 | 0 | 9  | 4  | +5 | 7 |
| Brazília (BRA)    | 3 | 1  | 2 | 0 | 5  | 3  | +2 | 5 |
| Németország (GER) | 3 | 1  | 1 | 1 | 6  | 6  | 0  | 4 |
| Japán (JPN)       | 3 | 0  | 0 | 3 | 2  | 9  | –7 | 0 |

| 1996. július 21. 13:30 |

| Németország (GER)                      | 3–2               | Japán (JPN)        |
| -------------------------------------- | ----------------- | ------------------ |
| Wiegmann 5' Tómei 29' (öngól) Mohr 52' | (2–2) Jegyzőkönyv | Kioka 18' Noda 33' |

| Legion Field, Birmingham Nézőszám: 44 211 Játékvezető: Sonia Denoncourt (kanadai) |

| 1996. július 23. 16:30 |

| Brazília (BRA)         | 2–0               | Japán (JPN) |
| ---------------------- | ----------------- | ----------- |
| Kátia 68' Pretinha 78' | (0–0) Jegyzőkönyv |             |

| Legion Field, Birmingham Nézőszám: 26 111 Játékvezető: Ingrid Jonsson (svéd) |

| 1996. július 25. 18:30 |

| Norvégia (NOR)                               | 4–0               | Japán (JPN) |
| -------------------------------------------- | ----------------- | ----------- |
| Pettersen 25', 86' Medalen 60' Tangeraas 74' | (1–0) Jegyzőkönyv |             |

| RFK Stadium, Washington Nézőszám: 30 237 Játékvezető: Omar Al-Mehanna (Szaúd-arábiai) |

| Csapat      | Helyezés |
| ----------- | -------- |
| Japán (JPN) | 7.       |

## Lovaglás
Díjugratás
| Versenyző                                                     | Ló                | Versenyszám | Selejtező | Selejtező | Selejtező | Selejtező | Selejtező | Selejtező | Selejtező | Selejtező | Döntő   | Döntő   | Döntő  | Döntő  | Végeredmény | Végeredmény |
| Versenyző                                                     | Ló                | Versenyszám | 1. kör    | 1. kör    | 2. kör    | 2. kör    | 2. kör    | 3. kör    | 3. kör    | 3. kör    | 1. kör  | 1. kör  | 2. kör | 2. kör | Végeredmény | Végeredmény |
| Versenyző                                                     | Ló                | Versenyszám | Bünt.     | Hely.     | Bünt.     | Össz.     | Hely.     | Bünt.     | Össz.     | Hely.     | Bünt.   | Hely.   | Bünt.  | Hely.  | Bünt.       | Helyezés    |
| ------------------------------------------------------------- | ----------------- | ----------- | --------- | --------- | --------- | --------- | --------- | --------- | --------- | --------- | ------- | ------- | ------ | ------ | ----------- | ----------- |
| Sirai Takesi                                                  | Vicomte du Mesnil | Egyéni      | 2,00      | 13.       | 8,25      | 10,25     | 21.       | 4,50      | 14,75     | 15.       | kiesett | kiesett |        |        | kiesett     | kiesett     |
| Nakano Josihiro                                               | Sisal de Jalesnes | Egyéni      | 16,50     | 69.       | 8,00      | 24,50     | 56.       | 20,00     | 44,50     | 57.       | kiesett | kiesett |        |        | kiesett     | kiesett     |
| Szugitani Taizó                                               | Countryman        | Egyéni      | 16,75     | 71.       | 16,00     | 32,75     | 63.       | 16,00     | 48,75     | 62.       | kiesett | kiesett |        |        | kiesett     | kiesett     |
| Morimoto Kendzsi                                              | Alcazar           | Egyéni      | 5,00      | 36.       | 60,25     | 65,25     | 76.       | kiesett   | kiesett   | kiesett   | kiesett | kiesett |        |        | kiesett     | kiesett     |
| Sirai Takesi Nakano Josihiro Szugitani Taizó Morimoto Kendzsi | lásd fentebb      | Csapat      |           |           |           |           |           |           |           |           | 24,00   | 10.*    | 44,00  | 11.    | 68,00       | 11.         |

* - egy másik csapattal azonos eredményt ért el
Lovastusa
| Versenyző                                                      | Ló                                                              | Versenyszám | Díjlovaglás | Díjlovaglás | Tereplovaglás | Tereplovaglás | Tereplovaglás | Díjugratás | Díjugratás | Végeredmény | Végeredmény |
| Versenyző                                                      | Ló                                                              | Versenyszám | Bünt.       | Hely.       | Bünt.         | Össz.         | Hely.         | Bünt.      | Hely.      | Bünt.       | Helyezés    |
| -------------------------------------------------------------- | --------------------------------------------------------------- | ----------- | ----------- | ----------- | ------------- | ------------- | ------------- | ---------- | ---------- | ----------- | ----------- |
| Hoszono Sigejuki                                               | As du Perche                                                    | Egyéni      | 59,40       | 24.         | kizárták      | kizárták      | kizárták      | kiesett    | kiesett    | kiesett     | kiesett     |
| Kovata Josihiko                                                | Stars de Riols                                                  | Egyéni      | 71,20       | 33.         | kizárták      | kizárták      | kizárták      | kiesett    | kiesett    | kiesett     | kiesett     |
| Ivatani Kazuhiro Cucsija Takeaki Kovata Josihiko Fusze Maszaru | Sejane de Vozerier Right on Time Hell at Dawn Talisman de Jarry | Csapat      | 161,60      | 7.          | 139,60        | 309,40        | 7.            | 16,75      | 5.         | 326,15      | 6.          |

## Műugrás
Férfi
| Versenyző    | Versenyszám        | Selejtező | Selejtező | Elődöntő | Elődöntő | Döntő   | Döntő    |
| Versenyző    | Versenyszám        | Pont      | Helyezés  | Pont     | Helyezés | Pont    | Helyezés |
| ------------ | ------------------ | --------- | --------- | -------- | -------- | ------- | -------- |
| Teraucsi Ken | Egyéni toronyugrás | 381,51    | 9.        | 555,90   | 10.      | 559,89  | 10.      |
| Kaneto Keita | Egyéni toronyugrás | 339,18    | 19.       | kiesett  | kiesett  | kiesett | kiesett  |

Női
| Versenyző      | Versenyszám    | Selejtező | Selejtező | Elődöntő | Elődöntő | Döntő  | Döntő    |
| Versenyző      | Versenyszám    | Pont      | Helyezés  | Pont     | Helyezés | Pont   | Helyezés |
| -------------- | -------------- | --------- | --------- | -------- | -------- | ------ | -------- |
| Motobucsi Juki | Egyéni műugrás | 262,71    | 11.       | 472,71   | 11.      | 506,04 | 6.       |

## Ökölvívás
| Versenyző            | Versenyszám  | Selejtező                   | Nyolcaddöntő                 | Negyeddöntő       | Elődöntő          | Döntő             | Helyezés |
| Versenyző            | Versenyszám  | Ellenfél Eredmény           | Ellenfél Eredmény            | Ellenfél Eredmény | Ellenfél Eredmény | Ellenfél Eredmény | Helyezés |
| -------------------- | ------------ | --------------------------- | ---------------------------- | ----------------- | ----------------- | ----------------- | -------- |
| Cudzsimoto Kazumasza | Légsúly      | Lernik Papjan (ARM) · 5–10  | kiesett                      | kiesett           | kiesett           | kiesett           | 17.      |
| Nitami Fumitaka      | Kisváltósúly | Eduard Zaharov (RUS) · 6–21 | kiesett                      | kiesett           | kiesett           | kiesett           | 17.      |
| Moto Hirokuni        | Középsúly    | Chen Tao (CHN) · 15–10      | Tomasz Borowski (POL) · 6–11 | kiesett           | kiesett           | kiesett           | 9.       |

## Röplabda

### Női
| Japán női röplabdacsapat-játékoskeret                                                             | Japán női röplabdacsapat-játékoskeret                                                            |
| ------------------------------------------------------------------------------------------------- | ------------------------------------------------------------------------------------------------ |
| - Nakanisi Csieko - Obajasi Motoko - Nagatomi Aki - Jamaucsi Mika - Josihara Tomoko - Torii Csiho | - Nakamura Kazumi - Szakamoto Kijomi - Szaiki Mika - Tadzsimi Aszako - Hosino Kajo - Ogake Ikumi |

#### Eredmények
Csoportkör
A csoport
|                        |      | Mérkőzések | Mérkőzések | Szettek | Szettek | Szettek | Pontok | Pontok | Pontok |
| Csapat                 | Pont | Gy         | V          | Sz+     | Sz–     | SzA     | P+     | P–     | PA     |
| ---------------------- | ---- | ---------- | ---------- | ------- | ------- | ------- | ------ | ------ | ------ |
| Kína (CHN)             | 10   | 5          | 0          | 15      | 3       | 5,000   | 256    | 181    | 1,414  |
| Egyesült Államok (USA) | 9    | 4          | 1          | 13      | 5       | 2,600   | 241    | 198    | 1,217  |
| Hollandia (NED)        | 8    | 3          | 2          | 10      | 7       | 1,429   | 211    | 179    | 1,179  |
| Dél-Korea (KOR)        | 7    | 2          | 3          | 10      | 9       | 1,111   | 249    | 222    | 1,122  |
| Japán (JPN)            | 6    | 1          | 4          | 3       | 12      | 0,250   | 158    | 199    | 0,794  |
| Ukrajna (UKR)          | 5    | 0          | 5          | 0       | 15      | 0,000   | 89     | 225    | 0,396  |

| 1996. július 20. 16:00 | Japán (JPN)           | 0–3 | Dél-Korea (KOR) | Atlanta Játékvezető: Guillermo Paredes (ARG), Pasquale Troia (ITA) |
| 1996. július 20. 16:00 | (10–15, 12–15, 10–15) |     |                 | Atlanta Játékvezető: Guillermo Paredes (ARG), Pasquale Troia (ITA) |

| 1996. július 22. 10:00 | Ukrajna (UKR)      | 0–3 | Japán (JPN) | Atlanta Játékvezető: Peter Henry (CAN), Josebel Palmeirim (BRA) |
| 1996. július 22. 10:00 | (9–15, 5–15, 4–15) |     |             | Atlanta Játékvezető: Peter Henry (CAN), Josebel Palmeirim (BRA) |

| 1996. július 24. 10:00 | Japán (JPN)         | 0–3 | Hollandia (NED) | Atlanta Játékvezető: Josebel Palmeirim (BRA), Peter Henry (CAN) |
| 1996. július 24. 10:00 | (3–15, 10–15, 3–15) |     |                 | Atlanta Játékvezető: Josebel Palmeirim (BRA), Peter Henry (CAN) |

| 1996. július 26. 19:30 | Egyesült Államok (USA) | 3–0 | Japán (JPN) | Atlanta Játékvezető: Guennadi Zharikov (RUS), Frank Leuthaeusser (GER) |
| 1996. július 26. 19:30 | (15–11, 15–7, 15–12)   |     |             | Atlanta Játékvezető: Guennadi Zharikov (RUS), Frank Leuthaeusser (GER) |

| 1996. július 28. 10:00 | Japán (JPN)           | 0–3 | Kína (CHN) | Atlanta Játékvezető: Frank Leuthaeusser (GER), Abdullah Al-Khlaifi (KSA) |
| 1996. július 28. 10:00 | (14–16, 11–15, 10–15) |     |            | Atlanta Játékvezető: Frank Leuthaeusser (GER), Abdullah Al-Khlaifi (KSA) |

| Csapat      | Helyezés |
| ----------- | -------- |
| Japán (JPN) | 9.       |

### Strandröplabda

#### Férfi
| Versenyző                       | 1. forduló                                          | 2. forduló        | 3. forduló        | 4. forduló        | Reményág                                                                | Reményág          | Reményág          | Reményág          | Reményág          | Elődöntő          | Döntő             | Helyezés |
| Versenyző                       | 1. forduló                                          | 2. forduló        | 3. forduló        | 4. forduló        | 1. forduló                                                              | 2. forduló        | 3. forduló        | 4. forduló        | 5. forduló        | Elődöntő          | Döntő             | Helyezés |
| Versenyző                       | Ellenfél Eredmény                                   | Ellenfél Eredmény | Ellenfél Eredmény | Ellenfél Eredmény | Ellenfél Eredmény                                                       | Ellenfél Eredmény | Ellenfél Eredmény | Ellenfél Eredmény | Ellenfél Eredmény | Ellenfél Eredmény | Ellenfél Eredmény | Helyezés |
| ------------------------------- | --------------------------------------------------- | ----------------- | ----------------- | ----------------- | ----------------------------------------------------------------------- | ----------------- | ----------------- | ----------------- | ----------------- | ----------------- | ----------------- | -------- |
| Takao Kazujuki Szetojama Sódzsi | Németország (GER) · Jörg Ahmann · Axel Hager · 8–15 |                   |                   |                   | Franciaország (FRA) · Christian Penigaud · Jean-Philippe Jodard · 12–15 | kiesett           | kiesett           | kiesett           | kiesett           | kiesett           | kiesett           | 17.      |

#### Női
| Versenyző                         | 1. forduló        | 2. forduló                                              | 3. forduló        | 4. forduló        | Reményág          | Reményág                                                          | Reményág                                                        | Reményág                                              | Reményág                                                  | Elődöntő          | Döntő             | Helyezés |
| Versenyző                         | 1. forduló        | 2. forduló                                              | 3. forduló        | 4. forduló        | 1. forduló        | 2. forduló                                                        | 3. forduló                                                      | 4. forduló                                            | 5. forduló                                                | Elődöntő          | Döntő             | Helyezés |
| Versenyző                         | Ellenfél Eredmény | Ellenfél Eredmény                                       | Ellenfél Eredmény | Ellenfél Eredmény | Ellenfél Eredmény | Ellenfél Eredmény                                                 | Ellenfél Eredmény                                               | Ellenfél Eredmény                                     | Ellenfél Eredmény                                         | Ellenfél Eredmény | Ellenfél Eredmény | Helyezés |
| --------------------------------- | ----------------- | ------------------------------------------------------- | ----------------- | ----------------- | ----------------- | ----------------------------------------------------------------- | --------------------------------------------------------------- | ----------------------------------------------------- | --------------------------------------------------------- | ----------------- | ----------------- | -------- |
| Fudzsita Szacsiko Takahasi Jukiko | erőnyerő          | Ausztrália (AUS) · Liane Fenwick · Anita Spring · 10–15 |                   |                   |                   | Indonézia (INA) · Timy Yudhani Rahayu · Etta Kaize · 15–0         | Egyesült Államok (USA) · Gail Castro · Debra Richardson · 15–11 | Németország (GER) · Beate Bühler · Danja Müsch · 15–4 | Brazília (BRA) · Mônica Rodrigues · Adriana Samuel · 6–15 | kiesett           | kiesett           | 5.       |
| Nakano Teruko Isizaka Jukiko      | erőnyerő          | Németország (GER) · Beate Bühler · Danja Müsch · 8–15   |                   |                   |                   | Franciaország (FRA) · Anabelle Prawerman · Brigitte Lesage · 15–8 | Egyesült Államok (USA) · Barbra Fontana · Linda Hanley · 6–15   | kiesett                                               | kiesett                                                   | kiesett           | kiesett           | 9.       |

## Softball
| Japán softballcsapat-játékoskeret                                                                                                 | Japán softballcsapat-játékoskeret                                                                                     |
| --- | --- |
| - Andó Miszako - Fudzsimoto Josiko - Fukita Ikuko - Harada Noriko - Inoue Majumi - Kodama Csika - Kobajasi Kjóko - Macumoto Naomi | - Mocsida Kjóko - Szaitó Haruka - Takajama Dzsuri - Cukada Emi - Vatanabe Maszako - Vatanabe Tomoko - Jamadzsi Noriko |

### Eredmények
Csoportkör
| Csapat           | M | Gy | V | P+ | P– | Pk  |
| ---------------- | - | -- | - | -- | -- | --- |
| Egyesült Államok | 7 | 6  | 1 | 37 | 7  | +30 |
| Kína             | 7 | 5  | 2 | 29 | 7  | +22 |
| Ausztrália       | 7 | 5  | 2 | 22 | 11 | +11 |
| Japán            | 7 | 5  | 2 | 24 | 18 | +6  |
| Kanada           | 7 | 3  | 4 | 15 | 17 | –2  |
| Tajvan           | 7 | 2  | 5 | 19 | 19 | 0   |
| Hollandia        | 7 | 1  | 6 | 4  | 32 | –28 |
| Puerto Rico      | 7 | 1  | 6 | 5  | 44 | –39 |

| 1996. július 21. |  | Japán (JPN) | 3–0 | Hollandia |  |  |
| 1996. július 21. |  |             |     |           |  |  |

| 1996. július 22. |  | Kína (CHN) | 0–3 | Japán |  |  |
| 1996. július 22. |  |            |     |       |  |  |

| 1996. július 23. |  | Japán (JPN) | 1–6 | Egyesült Államok |  |  |
| 1996. július 23. |  |             |     |                  |  |  |

| 1996. július 24. |  | Kanada (CAN) | 0–4 | Japán |  |  |
| 1996. július 24. |  |              |     |       |  |  |

| 1996. július 25. |  | Ausztrália (AUS) | 10–0 | Japán |  |  |
| 1996. július 25. |  |                  |      |       |  |  |

| 1996. július 26. |  | Japán (JPN) | 8–1 | Puerto Rico |  |  |
| 1996. július 26. |  |             |     |             |  |  |

| 1996. július 27. |  | Japán (JPN) | 5–1 | Tajvan |  |  |
| 1996. július 27. |  |             |     |        |  |  |

Elődöntő
| 1996. július 29. |  | Ausztrália (AUS) | 3–0 | Japán |  |  |
| 1996. július 29. |  |                  |     |       |  |  |

| Csapat | Helyezés |
| ------ | -------- |
| Japán  | 4.       |

## Sportlövészet
Férfi
| Versenyző        | Versenyszám           | Selejtező | Selejtező | Döntő   | Döntő    |
| Versenyző        | Versenyszám           | Pont      | Helyezés  | Pont    | Helyezés |
| ---------------- | --------------------- | --------- | --------- | ------- | -------- |
| Kida Tomohiro    | Gyorstüzelő pisztoly  | 583       | 12.***    | kiesett | kiesett  |
| Kida Tomohiro    | Légpisztoly           | 574       | 29.****** | kiesett | kiesett  |
| Nakasige Maszaru | Légpisztoly           | 567       | 48.       | kiesett | kiesett  |
| Nakasige Maszaru | Szabadpisztoly        | 560       | 11.***    | kiesett | kiesett  |
| Janagida Maszaru | Sportpuska, fekvő     | 589       | 42.****   | kiesett | kiesett  |
| Janagida Maszaru | Sportpuska, összetett | 1158      | 28.***    | kiesett | kiesett  |
| Janagida Maszaru | Légpuska              | 587       | 22.**     | kiesett | kiesett  |
| Kurita Naoki     | Légpuska              | 577       | 38.**     | kiesett | kiesett  |
| Kurita Naoki     | Sportpuska, fekvő     | 592       | 30.*****  | kiesett | kiesett  |
| Kurita Naoki     | Sportpuska, összetett | 1155      | 37.**     | kiesett | kiesett  |
| Itó Szóicsiró    | Skeet                 | 120       | 15.****   | kiesett | kiesett  |

Női
| Versenyző     | Versenyszám           | Selejtező | Selejtező | Döntő   | Döntő    |
| Versenyző     | Versenyszám           | Pont      | Helyezés  | Pont    | Helyezés |
| ------------- | --------------------- | --------- | --------- | ------- | -------- |
| Inada Jóko    | Légpisztoly           | 379       | 15.***    | kiesett | kiesett  |
| Inada Jóko    | Sportpisztoly         | 563       | 35.       | kiesett | kiesett  |
| Ivaki Maszami | Légpuska              | 387       | 31.****   | kiesett | kiesett  |
| Minamoto Jóko | Légpuska              | 385       | 39.*      | kiesett | kiesett  |
| Minamoto Jóko | Sportpuska, összetett | 573       | 26.*      | kiesett | kiesett  |
| Kira Josiko   | Dupla trap            | 105       | 3.**      | 132     | 6.       |

* - egy másik versenyzővel azonos eredményt ért el

** - két másik versenyzővel azonos eredményt ért el

*** - három másik versenyzővel azonos eredményt ért el

**** - négy másik versenyzővel azonos eredményt ért el

***** - öt másik versenyzővel azonos eredményt ért el

****** - hat másik versenyzővel azonos eredményt ért el

## Súlyemelés
| Versenyző          | Versenyszám | Szakítás | Szakítás | Lökés    | Lökés    | Összesen | Helyezés |
| Versenyző          | Versenyszám | Eredmény | Helyezés | Eredmény | Helyezés | Összesen | Helyezés |
| ------------------ | ----------- | -------- | -------- | -------- | -------- | -------- | -------- |
| Notomi Tosijuki    | 54 kg       | 110,0    | 9.*      | 140,0    | 10.*     | 250,0    | 10.      |
| Ikehata Hirosi     | 59 kg       | 132,5    | 7.*      | 165,0    | 3.*      | 297,5    | 4.       |
| Mijadzsi Josihisza | 64 kg       | 140,0    | 6.*      | 157,5    | 20.*     | 297,5    | 10.      |
| Tacsibana Maszato  | 64 kg       | 125,0    | 19.*     | 162,5    | 9.*      | 287,5    | 15.      |
| Horikosi Noriaki   | 70 kg       | 137,5    | 19.      | 170,0    | 17.*     | 307,5    | 19.      |
| Nisimoto Josimicu  | 99 kg       | 155,0    | 19.      | 200,0    | 12.*     | 355,0    | 15.      |
| Josimoto Hiszaja   | 108 kg      | 170,0    | 15.*     | 190,0    | 15.*     | 360,0    | 15.      |

* - másik versenyzővel azonos eredményt ért el

## Szinkronúszás
| Versenyző | Szabad gyakorlat | Szabad gyakorlat | Technikai gyakorlat | Technikai gyakorlat | Összesítés | Összesítés |
| Versenyző | Pont             | Hely.            | Pont                | Hely.               | Pont       | Helyezés   |
| --- | ---------------- | ---------------- | ------------------- | ------------------- | ---------- | ---------- |
| Dzsinbo Rei Fudzsii Raika Fudzsiki Majuko Kavabe Miho Kavasze Akiko Nakadzsima Riho Tacsibana Mija Takahasi Kaori Takeda Miho Tanaka Dzsunko | 97,800           | 3.               | 97,667              | 3.                  | 97,753     |            |

## Tenisz
Férfi
| Versenyző                      | Versenyszám | 64-es főtábla               | 32-es főtábla                                                           | Nyolcaddöntő                                                           | Negyeddöntő       | Elődöntő          | Bronz- mérkőzés   | Döntő             | Helyezés |
| Versenyző                      | Versenyszám | Ellenfél Eredmény           | Ellenfél Eredmény                                                       | Ellenfél Eredmény                                                      | Ellenfél Eredmény | Ellenfél Eredmény | Ellenfél Eredmény | Ellenfél Eredmény | Helyezés |
| ------------------------------ | ----------- | --------------------------- | ----------------------------------------------------------------------- | ---------------------------------------------------------------------- | ----------------- | ----------------- | ----------------- | ----------------- | -------- |
| Macuoka Súzó                   | Egyes       | Tim Henman (GBR) · 6–7, 3–6 | kiesett                                                                 | kiesett                                                                | kiesett           | kiesett           | kiesett           | kiesett           | 33.      |
| Ivabucsi Szatosi Szuzuki Takao | Páros       |                             | Venezuela (VEN) · Juan Carlos Bianchi · Nicolás Pereira · 4–6, 7–6, 8–6 | Spanyolország (ESP) · Sergi Bruguera · Tomás Carbonell · 7–6, 2–6, 5–7 | kiesett           | kiesett           | kiesett           | kiesett           | 9.       |

Női
| Versenyző                   | Versenyszám | 64-es főtábla                                      | 32-es főtábla                                                     | Nyolcaddöntő                       | Negyeddöntő                                    | Elődöntő          | Bronz- mérkőzés   | Döntő             | Helyezés |
| Versenyző                   | Versenyszám | Ellenfél Eredmény                                  | Ellenfél Eredmény                                                 | Ellenfél Eredmény                  | Ellenfél Eredmény                              | Ellenfél Eredmény | Ellenfél Eredmény | Ellenfél Eredmény | Helyezés |
| --------------------------- | ----------- | -------------------------------------------------- | ----------------------------------------------------------------- | ---------------------------------- | ---------------------------------------------- | ----------------- | ----------------- | ----------------- | -------- |
| Date Kimiko                 | Egyes       | Dally Randriantefy (MAD) · 6–0, 6–1                | Csurgó Virág (HUN) · 6–2, 6–3                                     | Magdalena Maleeva (BUL) · 6–4, 6–4 | Arantxa Sánchez Vicario (ESP) · 6–4, 3–6, 8–10 | kiesett           | kiesett           | kiesett           | 5.       |
| Szugijama Ai                | Egyes       | Katarína Studeníková (SVK) · 6–2, 6–3              | Martina Hingis (SUI) · 6–4, 6–4                                   | Jana Novotná (CZE) · 3–6, 4–6      | kiesett                                        | kiesett           | kiesett           | kiesett           | 9.       |
| Szavamacu Naoko             | Egyes       | Pak Szonghi (Park Seong-Hui) (KOR) · 6–3, 4–6, 6–3 | Lindsay Davenport (USA) · 2–6, 2–6                                | kiesett                            | kiesett                                        | kiesett           | kiesett           | kiesett           | 17.      |
| Nagacuka Kjóko Szugijama Ai | Páros       |                                                    | Kanada (CAN) · Jill Hetherington · Patricia Hy-Boulais · 6–7, 1–6 | kiesett                            | kiesett                                        | kiesett           | kiesett           | kiesett           | 17.      |

## Tollaslabda
| Versenyző                      | Versenyszám | Selejtező                                    | 32-es főtábla                                                                             | Nyolcaddöntő                                                                       | Negyeddöntő       | Elődöntő          | Döntő             | Helyezés |
| Versenyző                      | Versenyszám | Ellenfél Eredmény                            | Ellenfél Eredmény                                                                         | Ellenfél Eredmény                                                                  | Ellenfél Eredmény | Ellenfél Eredmény | Ellenfél Eredmény | Helyezés |
| ------------------------------ | ----------- | -------------------------------------------- | ----------------------------------------------------------------------------------------- | ---------------------------------------------------------------------------------- | ----------------- | ----------------- | ----------------- | -------- |
| Macsida Fumihiko               | Férfi egyes | Stephan Beeharry (MRI) · 15–11, 15–5         | Kitipon Kitikul (THA) · 15–7, 15–11                                                       | Pang Szuhjon (Bang Su-hyeon) (KOR) · 5–15, 9–15                                    | kiesett           | kiesett           | kiesett           | 9.       |
| Mizui Hiszako                  | Női egyes   | Marie-Josephe Jean-Pierre (MRI) · 11–2, 11–1 | Jelena Ribkina (RUS) · 11–1, 11–8                                                         | Kim Dzsihjon (Kim Ji-hyeon) (KOR) · 4–11, 0–11                                     | kiesett           | kiesett           | kiesett           | 9.       |
| Mizui Jaszuko                  | Női egyes   | Lisa Campbell (AUS) · 11–0, 8–11, 11–7       | Santi Wibowo (SUI) · 11–4, 11–6                                                           | Pang Szuhjon (Bang Su-hyeon) (KOR) · 2–11, 3–11                                    | kiesett           | kiesett           | kiesett           | 9.       |
| Szakamoto Maszako Macuo Tomomi | Női páros   |                                              | Bulgária (BUL) · Diana Koleva-Cvetanova · Neli Negyalkova-Boteva · 15–0, 15–4             | Dél-Korea (KOR) · Kil Jonga (Gir Yeong-a) · Csang Hjeok (Jang Hye-ok) · 7–15, 6–15 | kiesett           | kiesett           | kiesett           | 9.       |
| Mijamura Aiko Mijamura Akiko   | Női páros   |                                              | Dél-Korea (KOR) · Kim Mihjang (Kim Mi-Hyang) · Kim Sinjong (Kim Sin-Yeong) · 12–15, 13–18 | kiesett                                                                            | kiesett           | kiesett           | kiesett           | 17.      |

## Torna
Férfi
| Versenyző                                                                                    | Versenyszám      | Selejtező | Selejtező | Döntő    | Döntő    |
| Versenyző                                                                                    | Versenyszám      | Pontszám  | Helyezés  | Pontszám | Helyezés |
| -------------------------------------------------------------------------------------------- | ---------------- | --------- | --------- | -------- | -------- |
| Cukahara Naoja                                                                               | Talaj            | 19,225    | 14.***    | kiesett  | kiesett  |
| Cukahara Naoja                                                                               | Ugrás            | 19,174    | 23.*      | kiesett  | kiesett  |
| Cukahara Naoja                                                                               | Korlát           | 19,037    | 19.       | kiesett  | kiesett  |
| Cukahara Naoja                                                                               | Nyújtó           | 18,987    | 30.       | kiesett  | kiesett  |
| Cukahara Naoja                                                                               | Gyűrű            | 18,762    | 48.       | kiesett  | kiesett  |
| Cukahara Naoja                                                                               | Lólengés         | 18,962    | 28.       | kiesett  | kiesett  |
| Cukahara Naoja                                                                               | Egyéni összetett | 114,147   | 14.       | 57,561   | 12.      |
| Hatakeda Josiaki                                                                             | Talaj            | 18,912    | 36.       | kiesett  | kiesett  |
| Hatakeda Josiaki                                                                             | Ugrás            | 18,825    | 53.*      | kiesett  | kiesett  |
| Hatakeda Josiaki                                                                             | Korlát           | 19,150    | 13.*      | kiesett  | kiesett  |
| Hatakeda Josiaki                                                                             | Nyújtó           | 18,625    | 55.*      | kiesett  | kiesett  |
| Hatakeda Josiaki                                                                             | Gyűrű            | 18,300    | 76.*      | kiesett  | kiesett  |
| Hatakeda Josiaki                                                                             | Lólengés         | 19,362    | 9.        | 9,712    | 5.*      |
| Hatakeda Josiaki                                                                             | Egyéni összetett | 113,174   | 25.       | 57,211   | 15.*     |
| Tanaka Hikaru                                                                                | Talaj            | 18,850    | 40.       | kiesett  | kiesett  |
| Tanaka Hikaru                                                                                | Ugrás            | 19,000    | 40.*      | kiesett  | kiesett  |
| Tanaka Hikaru                                                                                | Korlát           | 19,050    | 17.*      | kiesett  | kiesett  |
| Tanaka Hikaru                                                                                | Nyújtó           | 19,112    | 23.**     | kiesett  | kiesett  |
| Tanaka Hikaru                                                                                | Gyűrű            | 18,650    | 58.       | kiesett  | kiesett  |
| Tanaka Hikaru                                                                                | Lólengés         | 18,987    | 24.       | kiesett  | kiesett  |
| Tanaka Hikaru                                                                                | Egyéni összetett | 113,649   | 18.       | 56,999   | 19.      |
| Szató Tosiharu                                                                               | Talaj            | 18,675    | 54.**     | kiesett  | kiesett  |
| Szató Tosiharu                                                                               | Ugrás            | 19,112    | 32.       | kiesett  | kiesett  |
| Szató Tosiharu                                                                               | Korlát           | 18,850    | 35.***    | kiesett  | kiesett  |
| Szató Tosiharu                                                                               | Nyújtó           | 18,575    | 60.       | kiesett  | kiesett  |
| Szató Tosiharu                                                                               | Gyűrű            | 18,625    | 59.       | kiesett  | kiesett  |
| Szató Tosiharu                                                                               | Lólengés         | 18,950    | 29.**     | kiesett  | kiesett  |
| Szató Tosiharu                                                                               | Egyéni összetett | 112,787   | 29.       | kiesett  | kiesett  |
| Kurihara Sigeru                                                                              | Talaj            | 18,900    | 37.       | kiesett  | kiesett  |
| Kurihara Sigeru                                                                              | Ugrás            | 18,775    | 58.       | kiesett  | kiesett  |
| Kurihara Sigeru                                                                              | Korlát           | 18,400    | 61.**     | kiesett  | kiesett  |
| Kurihara Sigeru                                                                              | Nyújtó           | 17,600    | 82.       | kiesett  | kiesett  |
| Kurihara Sigeru                                                                              | Gyűrű            | 19,112    | 17.*      | kiesett  | kiesett  |
| Kurihara Sigeru                                                                              | Lólengés         | 17,725    | 81.       | kiesett  | kiesett  |
| Kurihara Sigeru                                                                              | Egyéni összetett | 110,512   | 44.       | kiesett  | kiesett  |
| Ucsijama Takasi                                                                              | Talaj            | 18,775    | 44.*      | kiesett  | kiesett  |
| Ucsijama Takasi                                                                              | Ugrás            | 18,175    | 90.*      | kiesett  | kiesett  |
| Ucsijama Takasi                                                                              | Korlát           | 18,325    | 72.       | kiesett  | kiesett  |
| Ucsijama Takasi                                                                              | Nyújtó           | 18,300    | 69.       | kiesett  | kiesett  |
| Ucsijama Takasi                                                                              | Gyűrű            | 18,450    | 69.*      | kiesett  | kiesett  |
| Ucsijama Takasi                                                                              | Lólengés         | 17,575    | 83.       | kiesett  | kiesett  |
| Ucsijama Takasi                                                                              | Egyéni összetett | 109,600   | 54.       | kiesett  | kiesett  |
| Cukahara Naoja Tanaka Hikaru Hatakeda Josiaki Szató Tosiharu Kurihara Sigeru Ucsijama Takasi | Csapat összetett |           |           | 566,019  | 10.      |

Női
| Versenyző                                                                                         | Versenyszám      | Selejtező | Selejtező | Döntő    | Döntő    |
| Versenyző                                                                                         | Versenyszám      | Pontszám  | Helyezés  | Pontszám | Helyezés |
| ------------------------------------------------------------------------------------------------- | ---------------- | --------- | --------- | -------- | -------- |
| Szugavara Risza                                                                                   | Talaj            | 18,874    | 55.       | kiesett  | kiesett  |
| Szugavara Risza                                                                                   | Ugrás            | 18,737    | 59.       | kiesett  | kiesett  |
| Szugavara Risza                                                                                   | Felemás korlát   | 18,987    | 48.*      | kiesett  | kiesett  |
| Szugavara Risza                                                                                   | Gerenda          | 18,162    | 60.       | kiesett  | kiesett  |
| Szugavara Risza                                                                                   | Egyéni összetett | 74,760    | 41.       | 37,399   | 29.      |
| Hosijama Naho                                                                                     | Talaj            | 18,574    | 69.*      | kiesett  | kiesett  |
| Hosijama Naho                                                                                     | Ugrás            | 18,175    | 88.       | kiesett  | kiesett  |
| Hosijama Naho                                                                                     | Felemás korlát   | 18,312    | 74.       | kiesett  | kiesett  |
| Hosijama Naho                                                                                     | Gerenda          | 18,249    | 57.       | kiesett  | kiesett  |
| Hosijama Naho                                                                                     | Egyéni összetett | 73,310    | 57.       | kiesett  | kiesett  |
| Hasigucsi Miho                                                                                    | Talaj            | 18,875    | 54.       | kiesett  | kiesett  |
| Hasigucsi Miho                                                                                    | Ugrás            | 18,574    | 75.*      | kiesett  | kiesett  |
| Hasigucsi Miho                                                                                    | Felemás korlát   | 18,199    | 77.       | kiesett  | kiesett  |
| Hasigucsi Miho                                                                                    | Gerenda          | 17,475    | 79.       | kiesett  | kiesett  |
| Hasigucsi Miho                                                                                    | Egyéni összetett | 73,123    | 60.       | kiesett  | kiesett  |
| Miura Hanako                                                                                      | Talaj            | 18,724    | 63.       | kiesett  | kiesett  |
| Miura Hanako                                                                                      | Ugrás            | 18,862    | 48.*      | kiesett  | kiesett  |
| Miura Hanako                                                                                      | Felemás korlát   | 16,987    | 89.       | kiesett  | kiesett  |
| Miura Hanako                                                                                      | Gerenda          | 17,512    | 77.       | kiesett  | kiesett  |
| Miura Hanako                                                                                      | Egyéni összetett | 72,085    | 68.       | kiesett  | kiesett  |
| Szekine Aja                                                                                       | Talaj            | 18,249    | 83.       | kiesett  | kiesett  |
| Szekine Aja                                                                                       | Ugrás            | 18,262    | 85.*      | kiesett  | kiesett  |
| Szekine Aja                                                                                       | Felemás korlát   | 8,762     | 97.       | kiesett  | kiesett  |
| Szekine Aja                                                                                       | Gerenda          | 17,437    | 80.       | kiesett  | kiesett  |
| Szekine Aja                                                                                       | Egyéni összetett | 62,710    | 79.       | kiesett  | kiesett  |
| Okava Maszumi                                                                                     | Talaj            | 18,350    | 79.       | kiesett  | kiesett  |
| Okava Maszumi                                                                                     | Ugrás            | 18,312    | 82.*      | kiesett  | kiesett  |
| Okava Maszumi                                                                                     | Felemás korlát   | 8,425     | 98.       | kiesett  | kiesett  |
| Okava Maszumi                                                                                     | Egyéni összetett | 45,087    | 94.       | kiesett  | kiesett  |
| Obata Szacuki                                                                                     | Felemás korlát   | 18,062    | 82.       | kiesett  | kiesett  |
| Obata Szacuki                                                                                     | Gerenda          | 18,324    | 53.       | kiesett  | kiesett  |
| Obata Szacuki                                                                                     | Egyéni összetett | 36,386    | 101.      | kiesett  | kiesett  |
| Szugavara Risza Hosijama Naho Hasigucsi Miho Miura Hanako Szekine Aja Okava Maszumi Obata Szacuki | Csapat összetett |           |           | 183,418  | 12.      |

* - egy másik versenyzővel azonos eredményt ért el

** - két másik versenyzővel azonos eredményt ért el

*** - három másik versenyzővel azonos eredményt ért el

### Ritmikus gimnasztika
| Versenyző   | Versenyszám | Selejtező | Selejtező | Elődöntő | Elődöntő | Döntő   | Döntő    |
| Versenyző   | Versenyszám | Pont      | Hely.     | Pont     | Hely.    | Pont    | Helyezés |
| ----------- | ----------- | --------- | --------- | -------- | -------- | ------- | -------- |
| Jamao Akane | Egyéni      | 37,115    | 19.       | 36,798   | 18.      | kiesett | kiesett  |
| Jamada Miho | Egyéni      | 37,131    | 18.       | 36,265   | 20.      | kiesett | kiesett  |

## Úszás
Férfi
| Versenyző                                                | Versenyszám            | Előfutam | Előfutam | Előfutam | Döntő   | Döntő    | Döntő   | Helyezés |
| Versenyző                                                | Versenyszám            | Idő      | Hely.    | Össz.    | Típus   | Idő      | Hely.   | Helyezés |
| -------------------------------------------------------- | ---------------------- | -------- | -------- | -------- | ------- | -------- | ------- | -------- |
| Itó Sunszuke                                             | 100 m gyors            | 51,29    | 8.       | 37.      | kiesett | kiesett  | kiesett | kiesett  |
| Itó Sunszuke                                             | 200 m gyors            | 1:51,97  | 6.       | 23.      | kiesett | kiesett  | kiesett | kiesett  |
| Jaszui Hiszato                                           | 400 m gyors            | 4:00,19  | 8.       | 24.      | kiesett | kiesett  | kiesett | kiesett  |
| Jaszui Hiszato                                           | 1500 m gyors           | 15:43,66 | 7.       | 22.      | kiesett | kiesett  | kiesett | kiesett  |
| Hirano Maszato                                           | 1500 m gyors           | 15:19,48 | 3.       | 6.       | A       | 15:17,28 | 6.      | 6.       |
| Konnai Keitaró                                           | 100 m hát              | 56,35    | 5.       | 16.*     | B       | 55,74    | 1.      | 9.       |
| Itoi Hadzsime                                            | 100 m hát              | 56,22    | 4.       | 13.      | B       | 56,23    | 3.      | 11.      |
| Itoi Hadzsime                                            | 200 m hát              | 2:00,43  | 2.       | 5.       | A       | 2:00,10  | 5.      | 5.       |
| Horii Júdzsi                                             | 200 m hát              | 2:02,33  | 4.       | 15.      | B       | 2:01,54  | 1.      | 9.       |
| Mijazaki Josinobu                                        | 100 m mell             | 1:03,13  | 7.       | 22.      | kiesett | kiesett  | kiesett | kiesett  |
| Hajasi Akira                                             | 100 m mell             | 1:02,63  | 6.       | 10.      | B       | 1:02,75  | 4.      | 12.      |
| Hajasi Akira                                             | 200 m mell             | 2:15,37  | 4.       | 11.      | B       | 2:16,69  | 8.      | 16.      |
| Macusita Jukihiro                                        | 50 m gyors             | 23,60    | 1.       | 35.      | kiesett | kiesett  | kiesett | kiesett  |
| Macusita Jukihiro                                        | 100 m pillangó         | 54,50    | 6.       | 20.      | kiesett | kiesett  | kiesett | kiesett  |
| Jamamoto Takasi                                          | 100 m pillangó         | 53,95    | 6.       | 15.      | B       | 53,98    | 5.      | 13.      |
| Jamamoto Takasi                                          | 200 m pillangó         | 2:00,87  | 7.       | 20.      | kiesett | kiesett  | kiesett | kiesett  |
| Josimi Dzsó                                              | 200 m vegyes           | 2:04,49  | 5.       | 14.      | B       | 2:05,42  | 8.      | 16.      |
| Kinugasza Tacuja                                         | 200 m vegyes           | 2:03,42  | 4.       | 10.      | B       | 2:04,59  | 6.      | 14.      |
| Kinugasza Tacuja                                         | 400 m vegyes           | 4:26,73  | 4.       | 14.      | B       | 4:24,25  | 3.      | 11.      |
| Kuraszava Tosiaki                                        | 400 m vegyes           | 4:24,83  | 5.       | 12.      | B       | 4:23,36  | 2.      | 10.      |
| Konnai Keitaró Hajasi Akira Jamamoto Takasi Itó Sunszuke | 4 × 100 m vegyes váltó | 3:41,78  | 2.       | 7.       | A       | 3:40,51  | 5.      | 5.       |

Női
| Versenyző                                            | Versenyszám            | Előfutam | Előfutam | Előfutam | Döntő   | Döntő   | Döntő   | Helyezés |
| Versenyző                                            | Versenyszám            | Idő      | Hely.    | Össz.    | Típus   | Idő     | Hely.   | Helyezés |
| ---------------------------------------------------- | ---------------------- | -------- | -------- | -------- | ------- | ------- | ------- | -------- |
| Minamoto Szumika                                     | 50 m gyors             | 25,89    | 3.       | 10.      | B       | 26,05   | 4.      | 12.      |
| Minamoto Szumika                                     | 100 m gyors            | 57,25    | 7.       | 25.      | kiesett | kiesett | kiesett | kiesett  |
| Imoto Naoko                                          | 200 m gyors            | 2:03,78  | 7.       | 20.      | kiesett | kiesett | kiesett | kiesett  |
| Csiba Szuzu                                          | 200 m gyors            | 2:01,11  | 3.       | 10.      | B       | 2:01,00 | 2.      | 10.      |
| Csiba Szuzu                                          | 400 m gyors            | 4:16,07  | 4.       | 12.      | B       | 4:16,60 | 5.      | 13.      |
| Jamanoi Eri                                          | 400 m gyors            | 4:13,40  | 3.       | 8.       | A       | 4:11,68 | 7.      | 7.       |
| Jamanoi Eri                                          | 800 m gyors            | 8:40,47  | 2.       | 10.      | kiesett | kiesett | kiesett | kiesett  |
| Mijake Aiko                                          | 800 m gyors            | 8:55,77  | 8.       | 21.      | kiesett | kiesett | kiesett | kiesett  |
| Csiba Szuzu Imoto Naoko Minamoto Szumika Jamanoi Eri | 4 × 100 m gyorsváltó   | 3:48,77  | 5.       | 12.      | kiesett | kiesett | kiesett | kiesett  |
| Jamanoi Eri Imoto Naoko Mijake Aiko Csiba Szuzu      | 4 × 200 m gyorsváltó   | 8:09,46  | 1.       | 4.       | A       | 8:07,46 | 4.      | 4.       |
| Nakao Miki                                           | 100 m hát              | 1:02,90  | 3.       | 8.       | A       | 1:02,78 | 8.      | 8.       |
| Nakao Miki                                           | 200 m hát              | 2:12,92  | 3.       | 4.       | A       | 2:13,57 | 5.      | 5.       |
| Nakamura Mai                                         | 200 m hát              | 2:15,05  | 5.       | 13.      | B       | 2:13,40 | 1.      | 9.       |
| Nakamura Mai                                         | 100 m hát              | 1:02,35  | 2.       | 4.       | A       | 1:02,33 | 4.      | 4.       |
| Ivaszaki Kjóko                                       | 200 m mell             | 2:30,84  | 2.       | 11.      | B       | 2:29,32 | 2.      | 10.      |
| Ivaszaki Kjóko                                       | 100 m mell             | 1:11,33  | 7.       | 22.      | kiesett | kiesett | kiesett | kiesett  |
| Tanaka Maszami                                       | 100 m mell             | 1:09,89  | 4.       | 9.       | B       | 1:10,43 | 5.      | 13.      |
| Tanaka Maszami                                       | 200 m mell             | 2:29,36  | 2.       | 4.       | A       | 2:28,05 | 5.      | 5.       |
| Aojama Ajari                                         | 100 m pillangó         | 1:00,20  | 3.       | 4.       | A       | 1:00,18 | 6.      | 6.       |
| Kasima Hitomi                                        | 100 m pillangó         | 1:00,85  | 1.       | 6.       | A       | 1:00,11 | 4.      | 4.       |
| Kasima Hitomi                                        | 200 m pillangó         | 2:16,04  | 5.       | 16.      | B       | 2:13,97 | 6.      | 14.      |
| Haruna Mika                                          | 200 m pillangó         | 2:12,59  | 1.       | 6.       | A       | 2:11,93 | 7.      | 7.       |
| Kurotori Fumie                                       | 200 m vegyes           | 2:20,58  | 8.       | 28.      | kiesett | kiesett | kiesett | kiesett  |
| Kurotori Fumie                                       | 400 m vegyes           | 4:48,51  | 3.       | 10.      | B       | 4:47,98 | 4.      | 12.      |
| Hiranaka Hideko                                      | 400 m vegyes           | 4:49,32  | 4.       | 12.      | B       | 4:48,72 | 5.      | 13.      |
| Aojama Ajari Csiba Szuzu Nakamura Mai Tanaka Maszami | 4 × 100 m vegyes váltó | 4:10,71  | 5.       | 9.       | kiesett | kiesett | kiesett | kiesett  |

* - egy másik versenyzővel azonos eredményt ért el

## Vitorlázás
Férfi
| Versenyző                       | Versenyszám    | Futam | Futam | Futam | Futam | Futam | Futam | Futam | Futam | Futam | Futam | Futam | Pontszám | Helyezés |
| Versenyző                       | Versenyszám    | 1     | 2     | 3     | 4     | 5     | 6     | 7     | 8     | 9     | 10    | 11    | Pontszám | Helyezés |
| ------------------------------- | -------------- | ----- | ----- | ----- | ----- | ----- | ----- | ----- | ----- | ----- | ----- | ----- | -------- | -------- |
| Nakamura Kendzsi Takaki Maszato | 470-es osztály | (37)  | 3     | 16    | 25    | 10    | 13    | (28)  | 14    | 21    | 16    | 9     | 127,0    | 17.      |

Női
| Versenyző                   | Versenyszám     | Futam | Futam | Futam | Futam | Futam | Futam | Futam | Futam | Futam | Futam | Futam | Pontszám | Helyezés |
| Versenyző                   | Versenyszám     | 1     | 2     | 3     | 4     | 5     | 6     | 7     | 8     | 9     | 10    | 11    | Pontszám | Helyezés |
| --------------------------- | --------------- | ----- | ----- | ----- | ----- | ----- | ----- | ----- | ----- | ----- | ----- | ----- | -------- | -------- |
| Imai Maszako                | Szörfvitorlázás | (18)  | 11    | 16    | 17    | 16    | 17    | (18)  | 9     | 10    |       |       | 96,0     | 15.      |
| Szató Maiko                 | Europe          | 23    | 23    | 25    | 24    | 22    | 16    | (26)  | 20    | (26)  | 23    | 15    | 191,0    | 23.      |
| Sige Jumiko Kinosita Alicia | 470-es osztály  | 3     | 7     | (13)  | 6     | 1     | 3     | 2     | (11)  | 1     | 6     | 7     | 36,0     |          |

Nyílt
| Versenyző         | Versenyszám | Futam | Futam | Futam | Futam | Futam | Futam | Futam | Futam | Futam | Futam | Futam | Pontszám | Helyezés |
| Versenyző         | Versenyszám | 1     | 2     | 3     | 4     | 5     | 6     | 7     | 8     | 9     | 10    | 11    | Pontszám | Helyezés |
| ----------------- | ----------- | ----- | ----- | ----- | ----- | ----- | ----- | ----- | ----- | ----- | ----- | ----- | -------- | -------- |
| Szaszaki Tomojuki | Laser       | 24    | 22    | 22    | 21    | 19    | 19    | (42)  | (31)  | 30    | 29    | 26    | 212,0    | 28.      |

| Versenyző                                       | Versenyszám | Futam | Futam | Futam | Futam | Futam | Futam | Futam | Futam | Futam | Futam | Futam | Futam | Negyeddöntő       | Elődöntő          | Döntő             | Helyezés |
| Versenyző                                       | Versenyszám | 1     | 2     | 3     | 4     | 5     | 6     | 7     | 8     | 9     | 10    | Pont  | Hely. | Ellenfél Eredmény | Ellenfél Eredmény | Ellenfél Eredmény | Helyezés |
| ----------------------------------------------- | ----------- | ----- | ----- | ----- | ----- | ----- | ----- | ----- | ----- | ----- | ----- | ----- | ----- | ----------------- | ----------------- | ----------------- | -------- |
| Komacu Kazunori Hazama Maszatosi Hjódó Kazujuki | Soling      | 16    | 19    | 15    | 6     | 14    | (21)  | 17    | 12    | (21)  | 11    | 110   | 19.   | kiesett           | kiesett           | kiesett           | 19.      |

## Vívás
Férfi
| Versenyző         | Versenyszám | Selejtező                        | 32-es főtábla     | Nyolcaddöntő      | Negyeddöntő       | Elődöntő          | Bronz- mérkőzés   | Döntő             | Helyezés |
| Versenyző         | Versenyszám | Ellenfél Eredmény                | Ellenfél Eredmény | Ellenfél Eredmény | Ellenfél Eredmény | Ellenfél Eredmény | Ellenfél Eredmény | Ellenfél Eredmény | Helyezés |
| ----------------- | ----------- | -------------------------------- | ----------------- | ----------------- | ----------------- | ----------------- | ----------------- | ----------------- | -------- |
| Icsigatani Hiroki | Tőr, egyéni | Piotr Kiełpikowski (POL) · 13–15 | kiesett           | kiesett           | kiesett           | kiesett           | kiesett           | kiesett           | 41.      |

Női
| Versenyző                          | Versenyszám       | Selejtező                      | 32-es főtábla     | Nyolcaddöntő                                                                    | Negyeddöntő       | Elődöntő                                                                                     | Bronz- mérkőzés   | Döntő             | Helyezés |
| Versenyző                          | Versenyszám       | Ellenfél Eredmény              | Ellenfél Eredmény | Ellenfél Eredmény                                                               | Ellenfél Eredmény | Ellenfél Eredmény                                                                            | Ellenfél Eredmény | Ellenfél Eredmény | Helyezés |
| ---------------------------------- | ----------------- | ------------------------------ | ----------------- | ------------------------------------------------------------------------------- | ----------------- | -------------------------------------------------------------------------------------------- | ----------------- | ----------------- | -------- |
| Kubo Noriko                        | Párbajtőr, egyéni | Yan Jing (CHN) · 10–15         | kiesett           | kiesett                                                                         | kiesett           | kiesett                                                                                      | kiesett           | kiesett           | 40.      |
| Arai Júko                          | Párbajtőr, egyéni | Mirayda García (CUB) · 13–15   | kiesett           | kiesett                                                                         | kiesett           | kiesett                                                                                      | kiesett           | kiesett           | 42.      |
| Tanaka Nanae                       | Párbajtőr, egyéni | Karina Aznavurjan (RUS) · 5–15 | kiesett           | kiesett                                                                         | kiesett           | kiesett                                                                                      | kiesett           | kiesett           | 46.      |
| Tanaka Nanae Kubo Noriko Arai Júko | Párbajtőr, csapat |                                |                   | Oroszország (RUS) · Karina Aznavurjan · Marija Mazina · Julija Garajeva · 33–45 |                   | A 9–11. helyért · Svájc (SUI) · Gianna Hablützel-Bürki · Michèle Wolf · Sandra Kenel · 44–45 | kiesett           | kiesett           | 11.      |